# 弥生時代
弥生時代（やよいじだい、旧字体：彌生時代）は、日本列島における時代区分の一つであり、「日本で食糧生産が始まってから前方後円墳が出現するまでの時代」とされる。年代としては紀元前10世紀あるいは紀元前9-8世紀から紀元後3世紀中頃までにあたる。採集経済の縄文時代の後、水稲農耕を主とした生産経済の時代である。弥生時代後期後半の紀元1世紀頃、東海・北陸を含む西日本各地で広域地域勢力が形成され、2世紀末畿内に倭国が成立した。一般的に3世紀中頃古墳時代に移行したとされるが、古墳時代の開始年代には異論もある。

## 名称

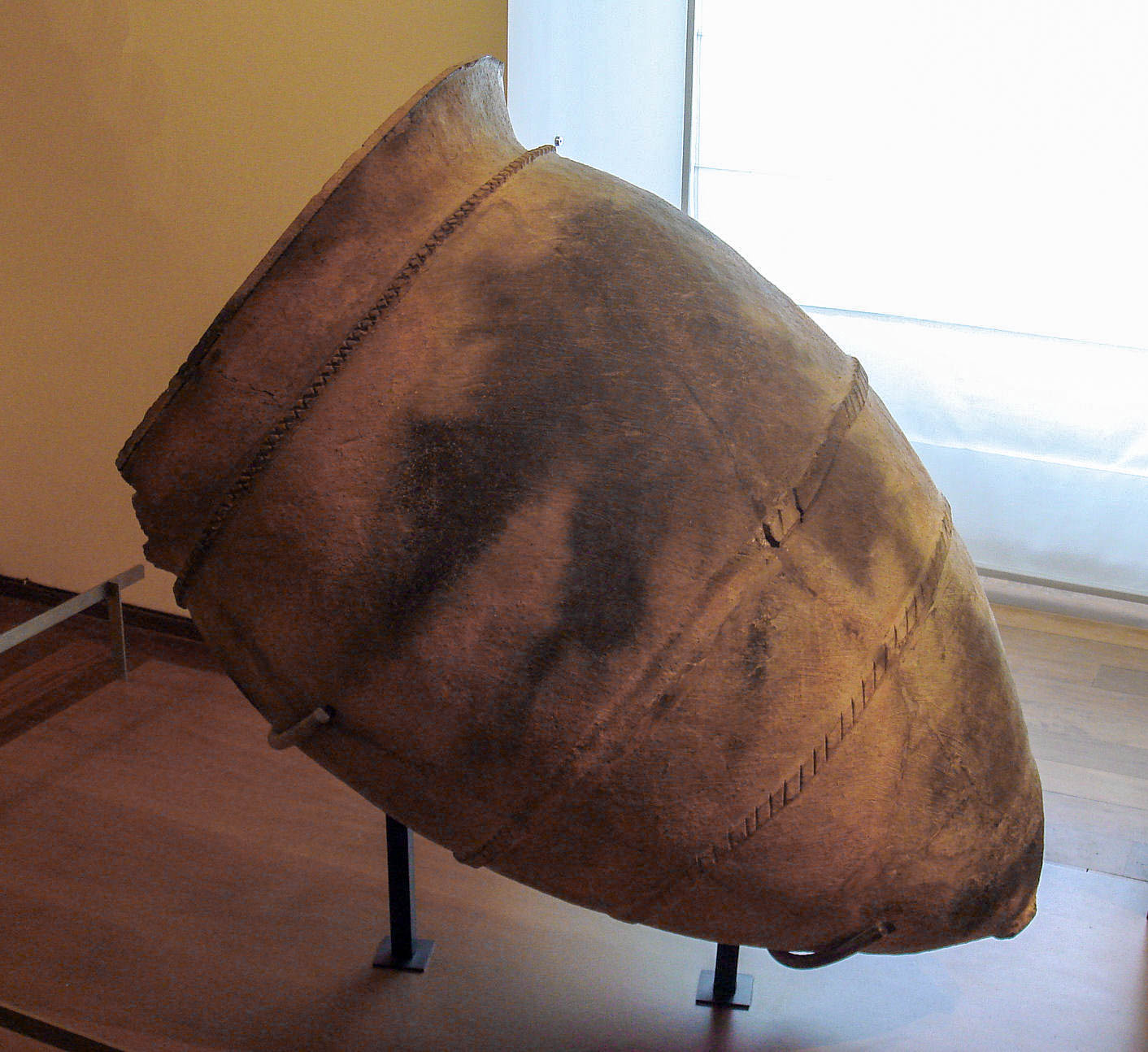
弥生土器

「弥生」という名称は、1884年（明治17年）に弥生町遺跡で発見された土器が発見地に因み「弥生式土器」と呼ばれたことに由来する。当初は「弥生式土器」の使われた時代ということで「弥生式時代」と呼ばれたが、その後佐原真の提言などで土器や年代の名称に「式」を使うことの不合理が説かれ、「弥生土器」の呼称が提唱され、徐々に「式」を省略する呼称（弥生土器・弥生時代）が一般的となった。

## 概要
紀元前10世紀または紀元前9-8世紀頃（後述）に、大陸から北部九州へと伝来した水稲耕作技術を中心とした生活体系へ移行し、やがて九州・四国・本州に広がった。初期の水田は現在日本最古の水稲耕作遺跡となる佐賀県唐津市菜畑遺跡の他、福岡県福岡市博多区板付遺跡などで水田遺跡や大陸系磨製石器、炭化米などの存在が北部九州に集中して発見されている。弥生時代のはじまりである。
1981年（昭和56年）、弥生時代中期の遺跡として青森県田舎館村垂柳遺跡から広範囲に整然とした水田区画が見つかっている。その後、弥生時代前期には東北へと伝播し、青森県弘前市砂沢遺跡では小規模な水田跡が発見され、中期には、中央高地の松本盆地、千曲川流域までひろがった。中部地方の高地にひろがるまでには200年という期間がかかったが、その理由の一つに感光性のモミが日照時間の短い中部高地では育たないということが挙げられる。水稲農耕は、全般的にはかなりの速さで日本列島を縦断伝播の後、波及したといえる。またその伝来初期段階から、機能に応じて細分化した農具や、堰・水路・畦畔といった灌漑技術を備えた状態であったことが判っている。なお弥生時代の水田形態は、畦畔に区切られた一面の面積が極小では5平方メートル程度となる「小区画水田」が無数に集合したものが主流である。
水田を作った人々は、弥生土器を作り、多くの場合竪穴建物に住み、倉庫として掘立柱建物や貯蔵穴を作った。集落は、居住する場所と墓とがはっきりと区別するように作られ、居住域の周囲にはしばしば環濠が掘削された。
道具は、工具や耕起具、調理具などに石器を多く使ったが、次第に石器にかえて徐々に鉄器を使うようになった。青銅器は当初武器として、その後は祭祀具として用いられた。また、農具や食膳具などとして木器もしばしば用いられた。
弥生時代には農業、特に水稲農耕の採用で穀物の備蓄が可能となったが、社会構造の根本は旧石器時代と大して変わらず、実力社会であった。すなわち水稲農耕の知識のある者が「族長」となり、その指揮の下で稲作が行われたのである。また、水稲耕作技術の導入により、開墾や用水の管理などに大規模な労働力が必要とされるようになり、集団の大型化が進行した。大型化した集団同士の間には、富や耕作地、水利権などをめぐって戦いが発生したとされる。このような争いを通じた集団の統合・上下関係の進展の結果としてやがて各地に小さな国が生まれ、1世紀中頃に「漢委奴國王の金印」が後漢から、3世紀前半には邪馬台国の女王が魏に朝貢し、倭国王であることを意味する親魏倭王の金印を授けられた。
一方、南西諸島と樺太・北海道周辺には水田が作られず、南西諸島では貝塚時代、ついでグスク時代、樺太・北海道周辺では続縄文時代、ついで擦文時代が続いた。併合の記載があるまで、以後の記述は、九州・四国・本州（ほぼ全域）を指す。
弥生時代後期・終末期の2、3世紀ごろは、やや冷涼な気候であった。また、3世紀は海退期があり、海が退いていき海岸付近の沼や湖が干上がり、その底に溜まっていた粘土の上に河が運んできた砂が溜まっていく時期であった。

## 時期区分
弥生時代の始まりをいつの時点とすべきかは、諸説ある。
そもそも弥生時代とは、「弥生式土器が使われている時代」という意味であった。ところが、弥生土器には米、あるいは水稲農耕技術体系が伴うことが徐々に明らかになってくると、弥生時代とは、水稲農耕による食料生産に基礎を置く農耕社会であって、前段階である狩猟・採集の混合経済であった縄文時代とはこの点で区別されるべきだとする考え方が主流になっていった。

### 開始時期
そのような中、福岡市板付遺跡において、夜臼式土器段階の水田遺構が発見され、従来縄文時代晩期後半と考えられていた夜臼式土器期において、すでに水稲農耕技術が採用されており、この段階を農耕社会としてよいという考えが提出された。その後、縄文時代と弥生時代の差を何に求めるべきかという本質的な論争が研究者の間で展開され、集落の形態や墓の形態、水田の有無、土器・石器など物質文化の変化など様々な指標が提案された。
現在ではおおよそ、水稲農耕技術を安定的に受容した段階以降を弥生時代とするという考えが定着している。したがって、弥生時代前期前半より以前に少なくとも北部九州地域には水稲農耕技術を伴う社会が成立していたとされ、従来縄文時代晩期後半とされてきたこの段階について、近年ではこれを弥生時代早期と呼ぶようになりつつある。なお土器についた穀物圧痕の研究が進み、稲作技術は、遅くとも縄文時代後期までには列島にもたらされていたことが分かっている。また、水稲農耕の導入についても北部九州の一部地域では縄文晩期前半にまでさかのぼる可能性が指摘されているが、明確な遺構が発見されておらず、推測の域を出ない。

### 時代区分: 早期・前期・中期・後期の4期区分
弥生時代の時期区分は、従来、前期・中期・後期の3期に分けられていたが、近年では上記の研究動向をふまえ、早期・前期・中期・後期の4期区分論が主流になりつつある。また、北部九州以外の地域では（先I - ）I - Vの5(6)期に分ける方法もある。（早期は先I期）前期はI期、中期はII - IV期、後期はV期にそれぞれ対応する。（早期は紀元前5世紀中頃から）前期は紀元前3世紀頃から、中期は紀元前1世紀頃から、後期は1世紀中頃から3世紀の中頃まで続いたと考えられている。

### 炭素同位体法による年代の革新
2003年に国立歴史民俗博物館が放射性炭素年代測定により行った弥生土器付着の炭化物の測定結果を発表した。これによると、早期のはじまりが約600年遡り紀元前1000年頃から、前期のはじまりが約500年遡り紀元前800年頃から、中期のはじまりが約200年遡り紀元前400年頃から、後期のはじまりが紀元50年頃からとなり、古墳時代への移行はほぼ従来通り3世紀中葉となる。当時、弥生時代は紀元前5世紀に始まるとされており、歴博の新見解はこの認識を約500年もさかのぼるものであった。放射性炭素年代測定の誤差が大きいことから、利用は進んでいなかったが、1970年代末に登場したAMS法の登場により精度が向上し活用が進んだ結果である。
当初歴博の新見解について研究者の間でも賛否両論があったが、2015年現在では多くの研究者が弥生時代の開始年代をさかのぼらせるようになってきているとの意見がある。一方、歴博の新見解を考古学会や考古学者達は認めていないのにもかかわらず、広く喧伝されていて異常な状態になっているとの意見もある。海洋リザーバ効果の影響や不安定な年輪年代測定などの問題もあり、正確な時期は確定していない。また、いままで稲作の伝来は春秋戦国時代の動乱、朝鮮系渡来人の来住は百済・高句麗の滅亡と古代の東アジア史と関連付けての説明が成り立っていた。しかし、本説を採用するならばこの理論が破綻することになる。

### 東アジアとの関係
春成秀爾（国立歴史民俗博物館研究部教授）は「弥生時代が始まるころの東アジア情勢について、従来は戦国時代のことと想定してきたけれども、殷（商）の滅亡、西周の成立のころのことであったと、認識を根本的に改めなければならなくなる。弥生前期の始まりも、西周の滅亡、春秋の初めの頃のことになるから、これまた大幅な変更を余儀なくされる。」と述べている。また、医学者である崎谷満と研究者の宝賀寿男、心理学者の安本美典は弥生時代と長江文明の関連性について様々な説を提唱した。しかし、o1b2が中国南部には殆ど存在しないこと、弥生時代の墓制と関連性が見られないことによって、彼らの説は日本の歴史学者の支持を受ける説ではない。また、彼らの説に対して「従来説では、中国の戦国時代の混乱によって大陸や朝鮮半島から日本に渡ってきた人たちが水稲農耕をもたらした、とされてきた。これは、稲作開始時期の見方に対応するものでもある。中国戦国時代の混乱はわかるが、殷の滅亡が稲作の担い手にどのように影響したというのだろうか。」との疑問も指摘されている。つまり殷は鳥・敬天信仰などの習俗から、もともと東夷系の種族（天孫族と同祖）と考えられるため、別民族で長江文明の担い手たる百越系に起源を持つ稲作には関係ないと考えられる。
時期区分を視覚的にしてみたが、少しずれていることに注意。最上段は歴博グループによる炭素年代、2段目はこれを前期（黄）・中葉（緑）・後期（青）に等分したもの、3段目は従来の年代観、4段目（最下段）は1世紀ごとの目安。
長江文明における稲作は、長江中流域における陸稲が約10,000 - 12,000年前に遡り、同下流域の水稲（水田）は約6,000 - 7,000年前に遡ると言われている。

## 認識の革新と歴史的な意義

### 縄文時代との共通性
目覚ましい発掘調査の進展により、それまで弥生時代の特徴とされていた
- 稲作および農耕[28][29]
- 高床倉庫と大規模集落[30]
- 木工技術や布の服
- 渡来系の人骨の発掘には地域差がある
- 人種の置き換えは起きていない
- 縄文時代の遺跡に稲作の痕跡があること[31][注釈 11]

などが縄文時代に既に存在していたことがわかった。また、遺伝子の研究という新しいアプローチから下記の事が判明している。文化伝搬の地域差が激しく、人種も完全に入れ替わってはいないこともわかり、弥生時代と縄文時代を明確に分割することが困難となり、開始年代やそもそもの定義について議論が起きている。

### 認識と意義
弥生時代の意義は稲作の始まりにあるのではなく、稲作を踏まえて国家形成への道を歩み始めることが重要とする見解が示されるようになり、水稲農耕を主とした生活によって社会的・政治的変化が起きた文化・時代を弥生文化、弥生時代とする認識が生まれていった。
この新たな弥生時代の定義によれば、西日本の弥生文化こそが典型的な弥生文化であって、東日本のものはそれとは大幅に異なる別文化であるとする見解が示される様になった。この弥生併行期の東日本の文化については「縄文系弥生文化」、「続（エピ）縄文」、「東日本型弥生文化」など研究者によって様々な呼称が与えられており、定まった名称はない。ただしこの新たな定義については、自らの研究領域が弥生時代の定義から外れる事になる東日本の研究者からの強い反発がある。

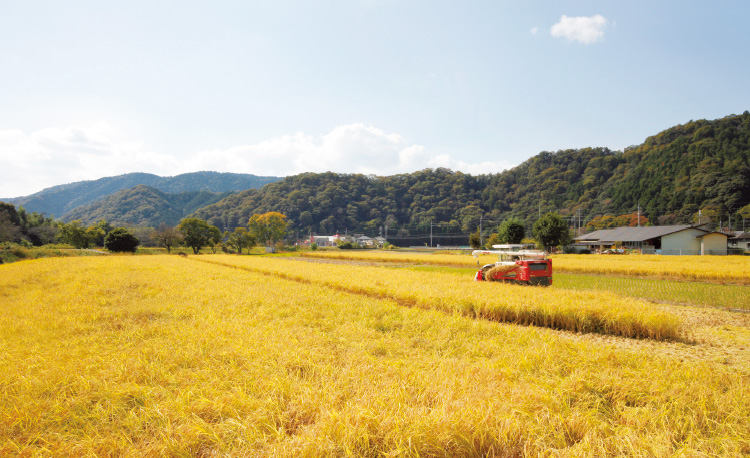
古代の稲作の様子がこのようなものであるとは限らない。

## 弥生時代の水稲耕作とその文化
水稲の本格的な開始は紀元前10から9世紀の九州北部が最初とされる。紀元前9世紀の板付遺跡の環壕集落では既に集落内に階層差が存在したことが確認されている。

### 古代日本の稲作の風景

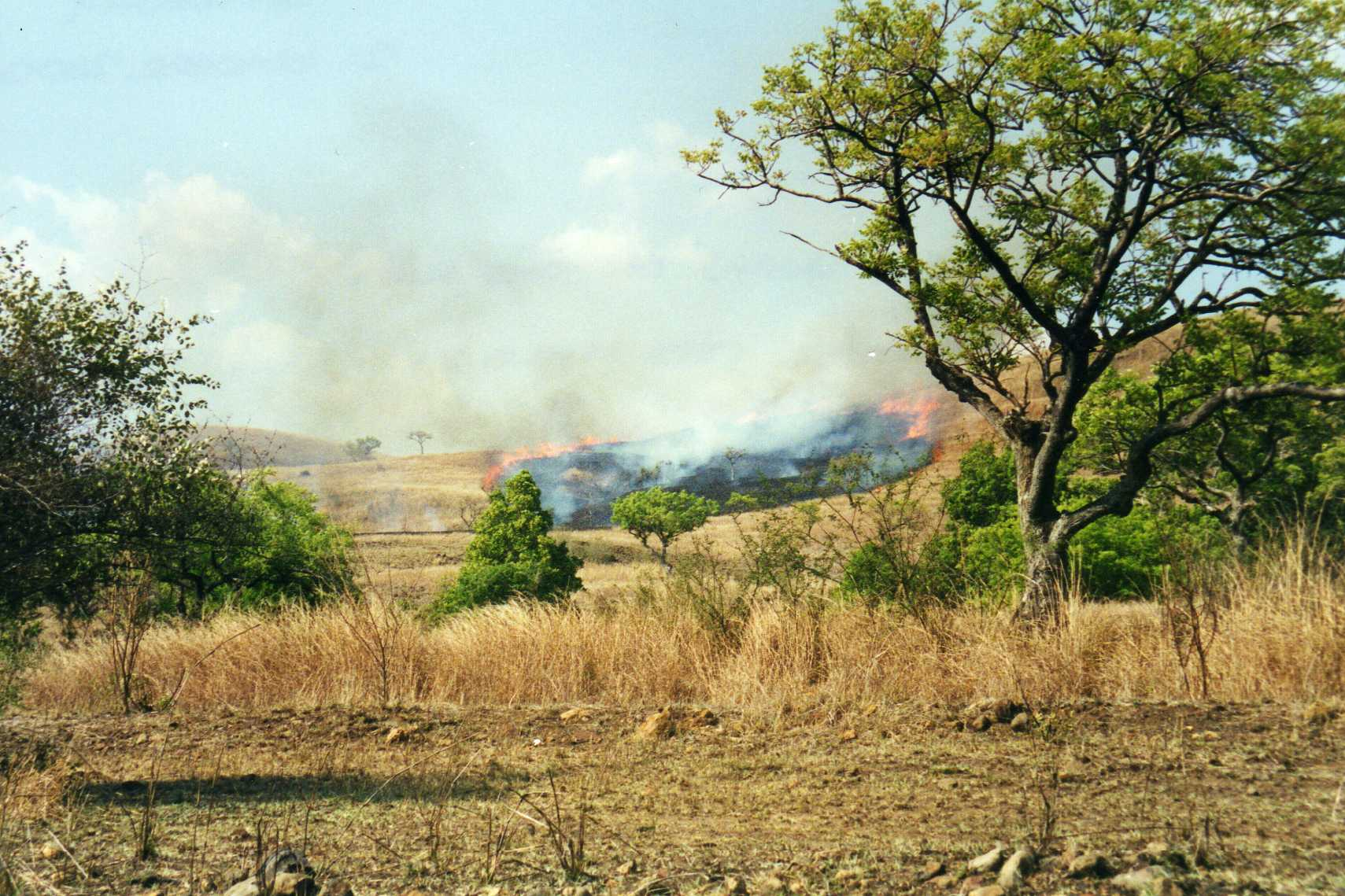
マダガスカルにおける焼畑農業の様子

日本人にとっての稲作とは右の写真のような一面の温帯ジャポニカの水稲であろう。しかし、豆、芋などとともに陸稲が栽培されていたかもしれないし原始的な焼き畑農業が営まれていた可能性もある。

### 稲の伝来

#### 前史
我々の食するジャポニカ米（学名：Oryza sativa subsp. japonica）の祖先はノイネ（学名：Oryza rufiρogon）であり、これは日本列島の現生種ではなく、大陸側から伝来したと考えられる。その起源に関しては2説が対立しており、その一方は雲南・アッサム、もう一方は長江下流域である。前者は、渡部忠世 1977などが京大の文化人類学者が提唱した照葉樹林文化論を受けて稲の起源を雲南・アッサムと比定したことによる。後者は、長江下流域の河姆渡遺跡と良渚遺跡などにおける考古学的発見に根拠を求めている。結局のところは、より古いイネの痕跡という物証が出ている後者の主張が定説となっている。
長江文明と呼ばれるこの発見については、麦、粟、黍、稗などの栽培を中心に発達してきた黄河文明とは異なり、「稲作を中心として発展してきた」とする見解が出されている。

#### 経路

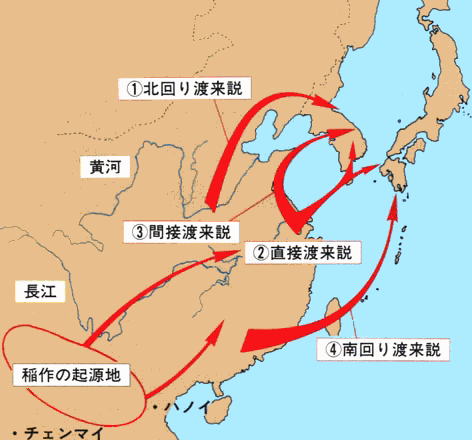
稲作の伝来。本資料の「稲作の起源地」が現在の通説と異なることに留意されたい。

主だった仮説を以下に示す。なお、経路はこのうち一つかもしれないし、いくつかの伝来経路を経ているかもしれないことに留意されたい。
1. 江南→山東半島→朝鮮半島南部→九州[41]（右図中の間接渡来説）
2. 江南→九州[57]（右図中の直接渡来説）
3. 江南→南西諸島→九州南部[58][41]（右図中の南回り渡来説）

##### 間接渡来説
1つ目の間接渡来説は、考古学の通説である。主だった根拠としては次が挙げられる。
- そもそも多くの文物が大陸から半島を経由して伝来しているので、稲、稲作もそれに準ずるのが妥当であること[61]。
- 縄文時代晩期から弥生時代にかけての水田を調査するとその文化は同時期の朝鮮と酷似しており、疑いようがないこと[63][注釈 22]。
- 朝鮮半島から渡来したと思われる人々は、縄文人より面長で背が高いこと[要出典]。

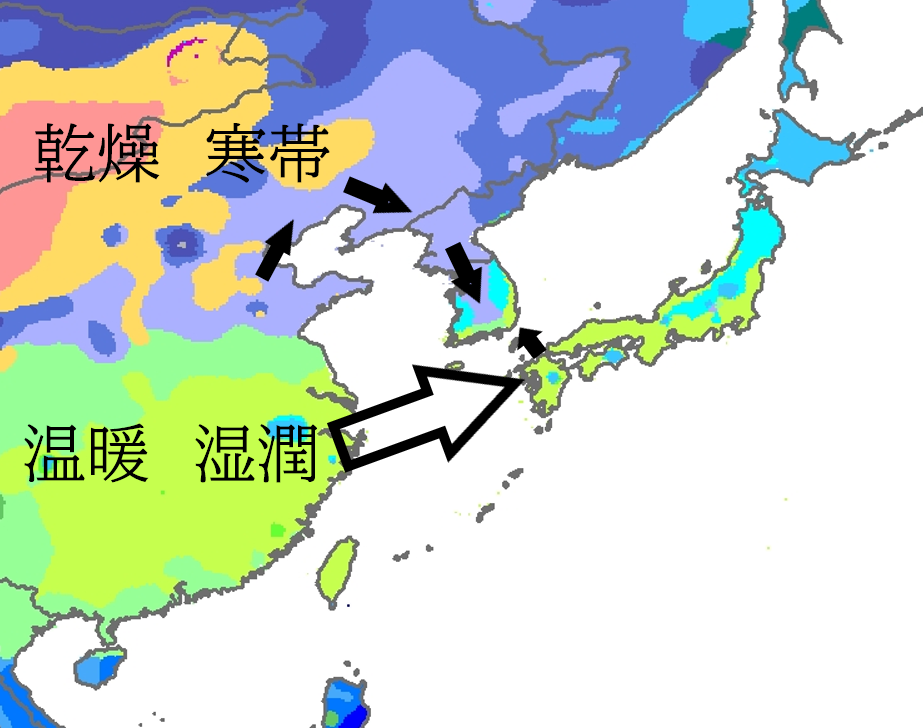
東亜の気候区分に見る稲作の伝来経路諸説

##### 直接渡来説
2つ目の直接渡来説は、農政学者の安藤廣太郎に端を発する、温帯ジャポニカが水田稲作の先端技術を持った江南から日本へと直接渡来したとする学説である。その根拠としては、
- 華南からベンガル湾沿岸の大陸の先住民族苗族は、稲作の風習を持っていたらしく、この地域は現在でも粳が大半を占めること[65]。
- 東アジア、東南アジアにおける稲の呼称に注目すると、中国では/dao/だが、日本では/ine/、呉では/nuân/、南鮮で/narak/、安南で/nep/となっており、共通する子音nが見つかること[65]。
- 江南と本邦の最短経路であるだけでなく、東シナ海には対馬海流の支流が環状を成しており、集団移動を容易ならしめる要素が存在すること[65][注釈 25]。
- 北方文化に属する朝鮮半島とは異なり、弥生時代の文化が照葉樹林文化に属すること。[要出典]

などが挙げられている。

##### 南方説
3つ目の南回り渡来説は民俗学者柳田國男が唱えた学説で、長江下流から南西諸島を経由して九州にもたらされた、という説である。
佐々木高明 2009, p. 215は本説に対し、柳田の戦後の日本人に対する意識や騎馬民族征服王朝説との関連性を指摘しており、並松信久 2019, p. 348は柳田國男 1978の実証を伴わず断定的な仮説を述べる姿勢に着目して、「（柳田が）他の多くの隣接科学を巻き込んだ南島研究の発展を願った」と述べている。
さて、柳田の主張はとかくして沖縄ではグスク時代まで稲作の痕跡が存在しないため考古学はこれを否定しており、また先述の柳田の姿勢が多大な批判を集めてもいる。なお、国分直一は踏耕などの東南アジア島嶼部に連なる稲作技術が黒潮とともに遡上した可能性を早くから指摘しているし、渡部忠世はジャバニカ米を八重山の在来種に見出したといって、その渡来時期は縄文晩期をさかのぼるとまで主張している。こういうわけで、青柳洋治は「このように、日本の稲作にとって、決してメインの流れではないが、黒潮列島を経由する稲作の流れを読みとることはできる」と述べている。

### 「単一渡来」と「多段階渡来」

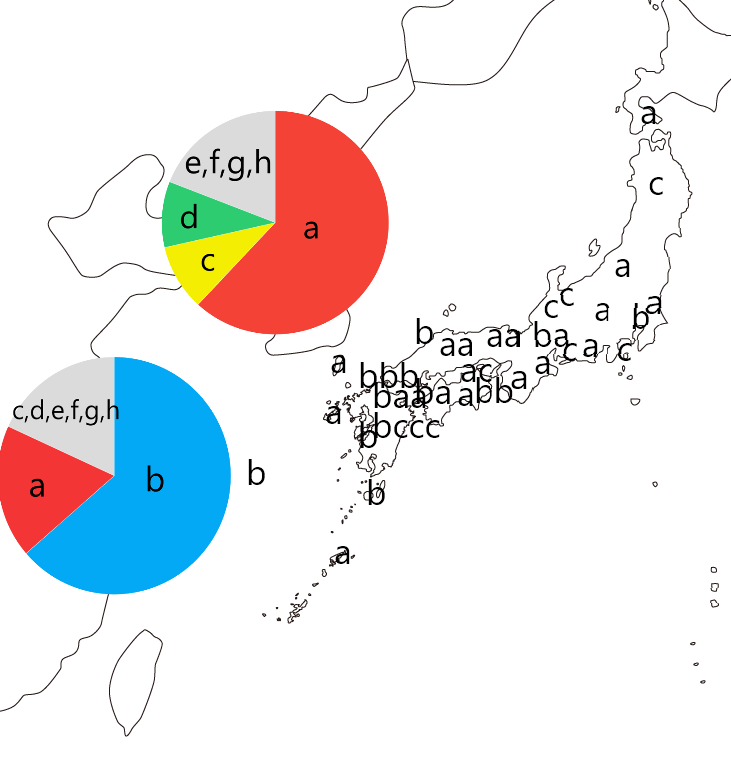
RM1における8つの変形型の分布

ところで、日本の考古学者は「朝鮮半島からの単一渡来」を頑強に支持している。これに対し、一部の考古学者や他分野の研究者などから批判がある。
河野通明 2021, pp. 111–112は日本列島への稲作民の来住は第1波が朝鮮半島から、第2波は中国江南地方からと2度あった可能性の論証を試みている。
佐藤洋一郎 1992, pp. 732, 736では、これまでの一元論を主張してきた考古学に対し、縄文時代に熱帯ジャポニカと陸稲文化が、弥生時代に温帯ジャポニカと水稲耕作が各々別々に渡来し、多重の文化を成していると主張している。また、同氏による日中韓の温帯ジャポニカ250種のSSR多型分析によれば日本の温帯ジャポニカは大陸に4割、半島に6割由来する。すなわち、遺伝学的には直接渡来は確定的といえる。

### 水稲の普及
北部九州に水稲耕作が伝来して約250年後、西日本各地に伝播し始め、高知平野では紀元前8世紀、山陰・瀬戸内では紀元前7世紀に稲作が始まり、畿内の河内平野では紀元前750〜550年頃の間に稲作が始まったとされている。紀元前6世紀には濃尾平野、伊勢湾地域にまで拡散して、この地でいったん停止した。
東日本では紀元前3世紀、関東地方西部に初めて稲作が定着したことが、小田原市の中里遺跡の発掘によって確認されている。中里遺跡では集団の編成方法や運営、生活技術などに畿内の影響が指摘されており、近畿中央部からの入植によって文化の扶植が図られたことが明らかになっている。その後紀元前2世紀には関東地方西部一円に稲作が拡散した。
これよりさかのぼって、紀元前4世紀の津軽・砂沢遺跡、紀元前3世紀の垂柳遺跡で水田稲作の痕跡が確認されているが、水田農耕によって社会変化が起きた痕跡は確認されておらず、弥生文化には含まれない。
稲作は関東地方西部を東限とし、新潟県から千葉県を結ぶ線より西側にのみ存在したとされている。

### 影響
日本の美称の一つに「豊葦原之千秋長五百秋之水穂国」というものがあったり、日本神話に登場する神々の名に稲作に関連する言葉が多く含まれているのは偶然ではない。
『日本書紀』には天照大御神が孫の邇邇芸命に三種の神器とともに稲穂を授けて地上に降臨させたとの記述がある。
天孫降臨神話によれば日本の稲作の起源は天皇の先祖に由来することになる。
弥生時代は縄文時代と比較すると、たった1300年程度の短い期間であったが日本の社会に大きな変様をもたらした。
例えば、現代でも多くの五穀豊穣を願い、感謝する祭礼が各地で行われているのも、日本文化の大本が弥生時代に形成されたという根拠たりうるものである。

#### 農耕社会、階級社会の成立
縄文時代では、狩猟採集社会であったため、家族という最も小さな社会集団のみで経済活動が完結していた。しかし、水稲耕作は人々が組織だって作業することが必要である。人々は水田近くの台地や平野に移住、定住した。
稲作を行うため、人々は農具を発明した。木製の鋤や鍬で地を耕し、石庖丁で稲穂を摘み取り、杵や臼を用いて脱穀を行った。
集落では、竪穴建物に居住し、高床倉庫に米を貯蓄した。ムラの誕生である。
夫れ楽浪海中に倭人有り。分れて百余国と為る。歳時を以て来り献見すと云ふ。—班固、漢書地理志
当時の大陸の文献によれば、百幾らかのクニに分かれていたようである。
安定的な食料の確保ができるようになったことで、人口は増大した。
また、米は保存が可能であるため、ムラ内外で貧富の差が生まれた。これらの農耕文化の発展は、自然と人々の間に上下関係を生じさせたのである。

#### 戦乱の発生
貧富の差は対立の起因となり、ムラ間での争いへと発展した。佐賀県吉野ヶ里町、神埼市の吉野ヶ里遺跡では物見櫓や柵、濠といった抗争の跡が見られる。
度重なる戦乱の末、複数のムラを束ねるクニと呼ばれる原始的な小国家が誕生した。

### 弥生人とは何者か

#### 二重構造説
考古学では九州の研究者は北部九州在来の縄文人が弥生化したと考えるのに対し、近畿の研究者の多くは渡来人が主体的な役割を果たしたとしている。
人類学者の埴原和郎は北部九州に渡来人が来て、稲作を始め、国を作ったとしている。その後人口の増加とともに東へ移動し古墳時代には西日本一帯に広がったとする。埴原によると現代でも弥生時代から古墳時代の人口動態の影響があるという。すなわち西日本は渡来系(弥生系)人種、北海道周辺(アイヌ)、沖縄は縄文系人種、東日本はその両者が混雑した中間種であるとしている。
日本列島と朝鮮半島の温帯ジャポニカ150種のSSR多型分析から日本列島には朝鮮半島にはないbが存在しており、朝鮮半島を経由せずに大陸から直接伝えられたと考えられている。
また大陸に存在した８種類の型のうち日本列島には２種類しか存在していなかったことろから、大陸から日本にもちこまれた稲はごくわずかだったと考えられる。
以上のことから水田稲作を持ち込んだのは少人数の集団であり、縄文時代と弥生時代の人種的入れ替わりはないとされ、染色体の分析からも同様の見解が得られるという。

## 古墳時代への移行

### 集落の変化と政治的な統合
弥生中期にそれぞれの地域内に複数存在した政治的まとまりが、弥生後期にはより広域の政治的まとまりに発展し、2世紀末には畿内を中心とする西日本広域の国連合に発展していった。中国鏡の分配主体は北部九州から畿内に移り、環濠集落が消滅して首長居館が出現した。2世紀の第2四半期（120年〜150年頃）には、奈良盆地の纒向において巨大集落の建設が始まったと考古学によって判明されている。その後少なくとも4世紀の末頃までには、西日本の殆どおよび東日本の一部に跨る統一的な政治勢力が現出したとされる。

### 農民層の生活様式の統一
変化は首長層だけにとどまらず、農民層の生活でも起こった。弥生時代の住居は西日本では円形、多筒形、隅円方形などさまざまであったのが終末期には方形区画の住居が急速に普及し、古墳時代前期には東日本にも広まった。縄文時代から使われてきた石器は消滅し、弥生後期後半には北部九州から畿内で食器が木製から土器に転換した。

### 地域間の交流
古墳時代の開始期にはすでに九州から東北南部の間で広域の地域間交流が成立していたとされる。都出比呂志は古墳時代の開始、前方後円墳体制の成立は、弥生時代から始まった民族形成において決定的な役割を果たしたとしている。
ただしこれらは主として西日本で起こった変化であることを注意しなければならない。青山博樹によれば古墳文化は西日本の弥生文化から継承された要素は多いが、東日本の弥生文化から古墳文化に継承された要素は皆無だと指摘し、東日本の古墳文化は、西日本の弥生文化を継承した古墳文化に転換することによって成立したとしている。

## 戦乱

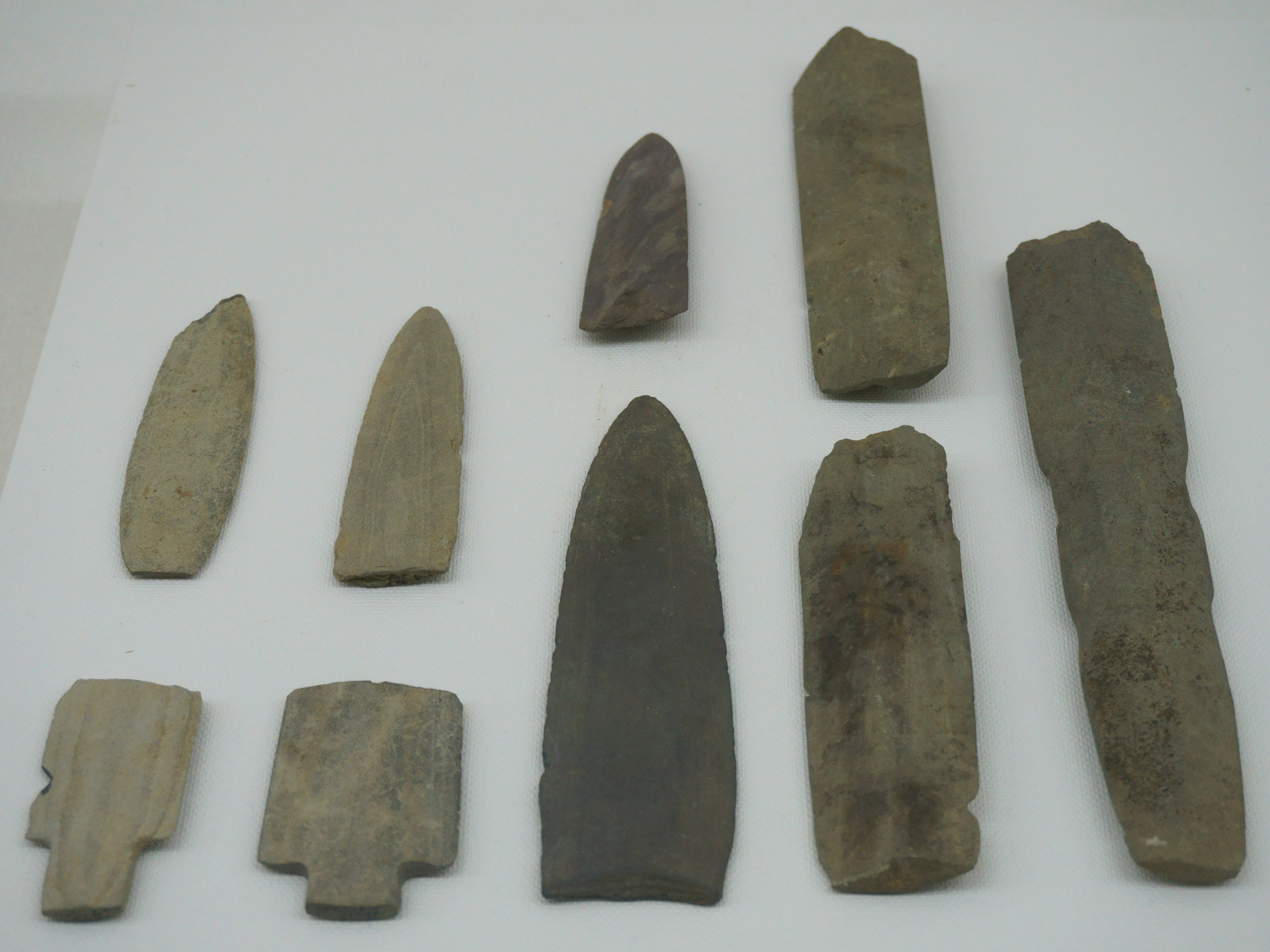
日本列島最初期の実戦武器・磨製石剣（佐賀県吉野ヶ里遺跡出土）。

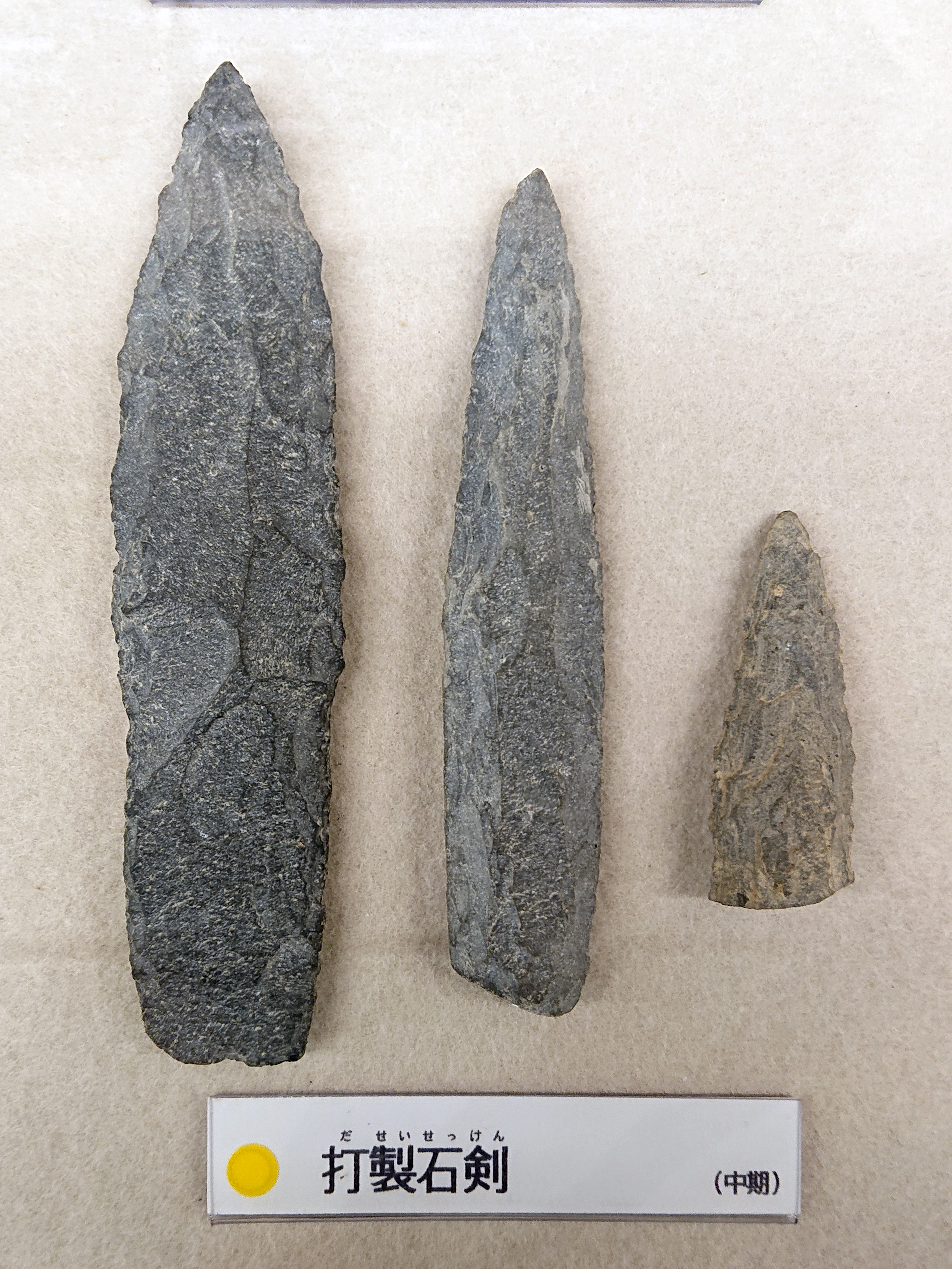
日本列島最初期の実戦武器・打製石剣（徳島県内出土、徳島県立埋蔵文化財総合センター所蔵）。

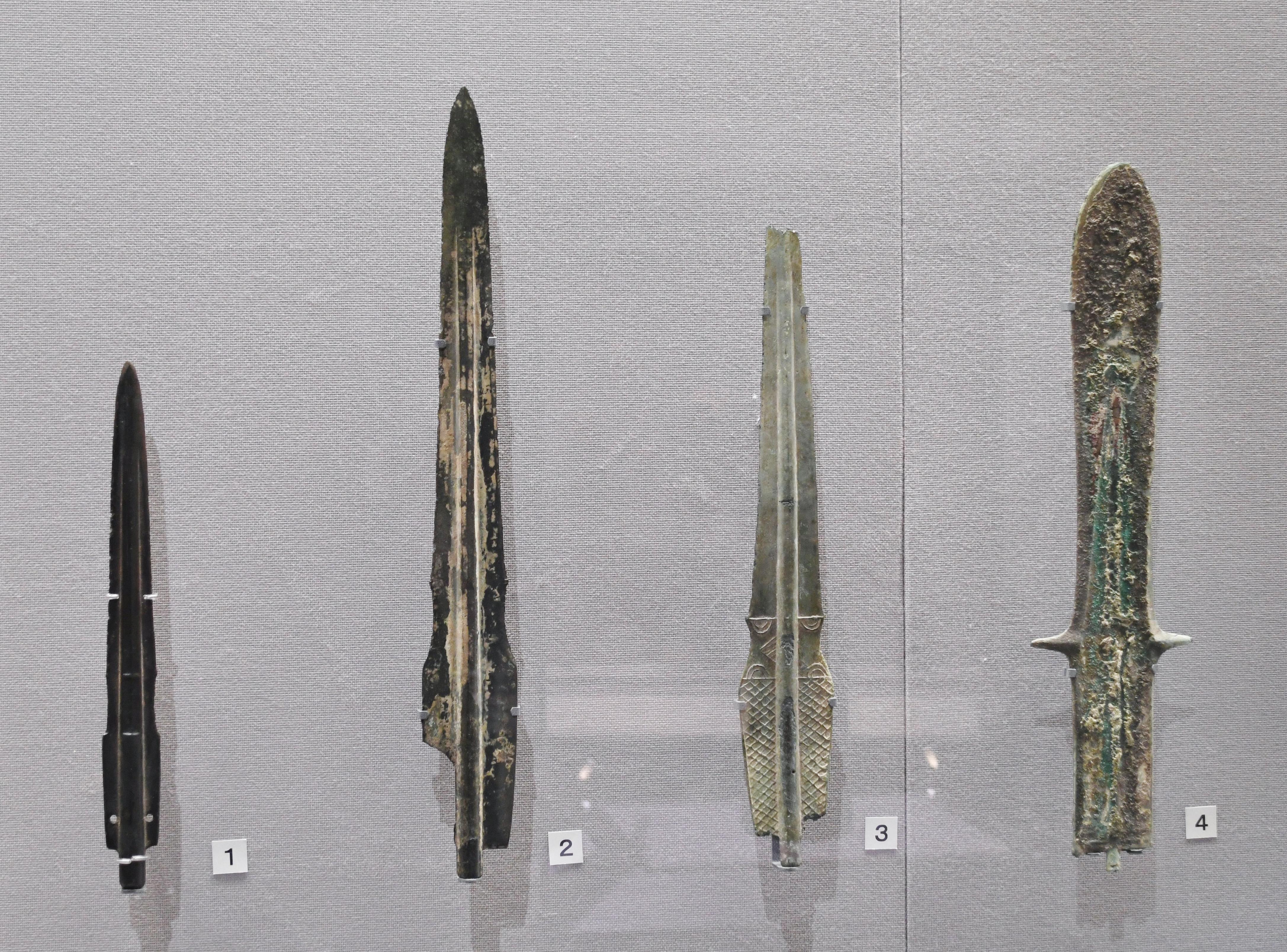
弥生時代の銅剣（東京国立博物館）。

弥生時代は、縄文時代とは打って変わり、集落・地域間の戦争が存在した時代であった。日本列島での本格的な戦争開始時期における武器は、磨製石剣と柳葉形（やないばがた）磨製石鏃で、これらは大陸系磨製石器の一つとして稲作とともに大陸から流入したと見られている。武器の傷をうけた痕跡のある人骨（受傷人骨）の存在などは、戦争の裏付けである。また、集落の周りに濠をめぐらせた環濠集落や、低地から100メートル以上の比高差を持つような山頂部に集落を構える高地性集落なども、集落や集団間の争いがあったことの証拠であると考えられている。
佐賀県の吉野ケ里遺跡は環濠集落の代表格である。

### 受傷人骨
北部九州では、弥生前期から中期にかけて、石剣・石戈・銅剣・銅戈の切っ先が棺内から出土することが多い。こうした事例は、武器の先端を折って副葬品として棺内に埋納する「切っ先副葬」という風習ではないかとする説があったが、1975年（昭和50年）に福岡県飯塚市のスダレ遺跡で出土した甕棺墓から、椎弓板に石剣の切っ先が刺さった人骨が検出され、これら納棺遺体とともに出土する武器の切っ先は、人体に突き刺さった際に折れて体内に残ったものであり、弥生時代に殺戮・戦闘行為が存在した証拠と考えられるようになった。
弥生時代早期の例として、福岡県糸島市の新町支石墓群（新町遺跡）の24号木棺墓からは、大腿骨に柳葉形磨製石鏃が刺さり戦死したとみられる男性の埋葬人骨が検出された。さらにこの男性を納めた木棺の直下には、別人の頭部（歯のみを検出）を埋納したとみられる小土坑が構築されており、木棺墓の男性が討ち取った人物の首級がともに埋葬された事例ではないかと考えられている。戦争やテロの時に敵の首を取る慣習は、戦国時代や幕末でも続いていたが、その始まりは弥生時代にあった。
また、福岡県筑紫野市の永岡遺跡では、右腕外側の骨を骨折し、さらに額から右眼にかけて致命的な傷がある男性人骨が検出されているが、右腕の骨折は武器による攻撃から身を守る際につけられた「防御創」と考えられ、それでも防ぎきれず顔面に致命傷を受けたと考えられている。
山口県下関市豊北町（旧豊浦郡豊北町）土井ヶ浜の土井ヶ浜遺跡における弥生時代前期の墓からは、埋葬人骨の胸部から腰部にかけて、15本の石鏃が検出された例があり「英雄の墓」などと呼称されている。多くの石鏃が胸部付近に集中して見つかる墓の事例は、瀬戸内海を中心とする西日本一帯に比較的多く見られる。
これまでに確認されている殺傷人骨事例は成人男性のものが圧倒的に多く、戦闘に参加するのは主に男性であったと見られているが、長崎県平戸市根獅子遺跡（ねじこいせき）や上述の福岡県筑紫野市永岡遺跡では、武器で受傷した女性人骨も見つかっており、女性も戦闘に参加する機会があったと考えられている。また筑紫野市の隈・西小田遺跡では、甕棺内に頭部を切断され胴体だけが埋葬されていたと考えられる事例が見つかっており、戦闘の際に敵に首を切られた死体を持ち帰り、埋葬したものと理解されている。
このような受傷人骨の例は、前代の縄文時代にも無いわけではなく、岩手県陸前高田市の中沢浜貝塚や福島県相馬郡新地町の三貫地貝塚、愛知県田原市の伊川津貝塚および保美貝塚、岡山県倉敷市の船元貝塚、愛媛県上浮穴郡久万高原町の上黒岩岩陰遺跡などで石鏃や石斧・骨角器による受傷人骨が知られるほか、高知県土佐市の居徳遺跡群からは、刃物で殺害された形跡がある縄文晩期の受傷人骨10体分がまとまって出土した事例が知られる。これらのことから縄文時代にも殺人があったことが解っているが、事例が極めて少ないため集団間武力衝突=戦争の証明であるかは断定できておらず、あったとしても、多くは個人間の決闘のようなものではないかと推定されている。
なお、弥生時代の受傷人骨事例も、全てが戦闘犠牲者だけであるかについては議論があり、処刑や何らかの儀礼的行為による殺害の可能性も考慮すべきとの意見がある。土井ヶ浜遺跡出土の、矢を16本も射込まれたうえで顔面を破壊された男性人骨例や、大阪府四条畷市雁屋遺跡（かりやいせき）・兵庫県神戸市新方遺跡（しんぽういせき）などの、矢を特定の部位に何本も射込まれた人骨事例は、戦闘犠牲者説のほか、処刑（制裁）である可能性が指摘されている。また、佐賀県神埼市高志神社遺跡や吉野ヶ里遺跡における複数種類の武器での攻撃を受けた人骨、前述の隈・西小田遺跡などにおける首を切断された人骨は、呪術的行為や戦闘後の見せしめ処刑の可能性を考慮すべきとされている。

### 戦乱の発生と推移
日本列島における本格的な集団間武力衝突、つまり戦争の発生は、弥生時代早期にあたる紀元前5世紀から前4世紀にかけての九州北部から始まったと考えられている。

#### 第1期抗争
松木武彦の復元するところでは、弥生時代早期、中国大陸・朝鮮半島との玄関口にあたる九州北部へ、中国大陸から稲作文化・稲作技術がもたらされた。稲作文化を持ち大陸から流入した人々と、それ以前から日本列島に居住していた人々（いわゆる縄文人）が交流し、日本列島に農耕社会とそれに基づく生活様式や行動原理・習慣が普及し、人口も増加していく過程で、稲作に適した可耕地の確保を巡って集団間（ムラ同士）での対立が生じるようになった。また大陸から流入した人々は、稲作文化・技術だけでなく、磨製石剣・磨製石鏃などの対人用武器、さらに組織的武力によって集団間の問題を解決しようとする考えや発想=「戦いの思考」をも同時に持ち込み、これらが引き金となって日本列島における本格的な武力衝突の時代が始まった。
対人用武器の最古段階の事例とされるものは、福岡県唐津市の菜畑遺跡から出土した弥生早期のホルンフェルス製磨製石剣と柳葉形（やないばがた）磨製石鏃である。上述の福岡県糸島市の新町支石墓群（新町遺跡）24号墓から検出された、大腿骨に柳葉形磨製石鏃が刺さり、別人の「首級」と共に埋葬された男性人骨は、この時期（弥生早期）の事例であり、日本列島における「最初の戦争犠牲者」とも形容される。
また、玄界灘に面した福岡平野では、弥生早期に江辻遺跡（福岡県糟屋郡粕屋町）や那珂遺跡（福岡県福岡市博多区）などで、防御性集落と考えられている環濠集落が出現した。
弥生前期にあたる紀元前3世紀代に入ると、九州北部では各集団（集落）間の縄張りや秩序に一定の決着があったのか、一時的に抗争が沈静化するが、同時期の瀬戸内海沿岸部から近畿地方にかけては、石製武器（当地域では打製石剣や打製石鏃）の出土や環濠集落の事例が増加し、可耕地の確保を巡る集団間抗争が西日本の広範囲に波及したと推定されている。松木はこれを弥生時代の「第1期抗争」と位置付けている。

#### 第2期抗争
九州北部では、第1期抗争後の一時的な沈静期を経て紀元前3世紀末から前2世紀初めごろに再び抗争が激化する。この時期には使用される武器に変化が生じ、半島から新たに導入された青銅製の剣や戈・矛が出現する。また石製武器にも変化が生じ、第1期抗争では朝鮮半島製の磨製石剣や磨製石鏃を模倣した形態だったが、これに日本列島独自の形態が加わり、かつ磨製石戈が導入される。
弥生時代中期に入る紀元前1世紀代になると新たに鉄製武器（剣・矛・戈・鏃）が導入され、これにより威力に劣る青銅製や石製の対人武器は次第に衰退し始める。また、紀元前1世紀代に入ると近接戦闘用武器（剣・矛・戈）のうち、剣（鉄製短剣）のみが実戦で用いられるようになり、矛・戈は実用に適さないほど大型化し、祭祀用器物へと変化していく。
瀬戸内海を中心とする中国・四国地方および近畿・東海地方でも、第1期抗争（紀元前3世紀代）後の沈静期を経て弥生中期に入る紀元前1世紀初め頃に抗争激化が始まる。当地では打製石鏃が大型化し、石剣では伝統的な打製石剣のほかに磨製石剣も使われるようになり、打製石戈が加わる。また青銅製武器や鉄製武器も徐々に導入され始めた。それらによって殺害されたと見られる受傷人骨の事例は奈良県奈良市の四分遺跡（しぶいせき）などで知られる。環濠集落は大型化し、池上・曽根遺跡（大阪府和泉市・泉大津市）や唐古・鍵遺跡（奈良県磯城郡田原本町）、朝日遺跡（愛知県清須市）などが現れる。松木武彦はこれを「第2期抗争」と位置付けている。
第2期抗争期は、考古学の観点では、複数の小集団（集落）が割拠していた状態から、小集団同士で抗争を繰り返すことにより弱い集団が強い集団の下に集約され、より広域の大集団が形成されていく過程と捉えられている。例えば九州北部の福岡平野では、紀元前3世紀代には20前後の小集団（集落）が割拠しているが、前2世紀になると比恵遺跡群・板付遺跡群・諸岡遺跡群・須玖遺跡群・門田遺跡群の5遺跡群が青銅製武器を保有して強大な勢力となり、さらに前1世紀に入ると、首長（王）の墓や青銅器・鉄器生産工房を備えた須玖岡本遺跡を中心とする大集落である須玖遺跡群が、福岡平野一帯の拠点的地位を獲得する。これら強大な首長（王）を擁する拠点集落の下にまとまった1つの勢力圏が、弥生時代における「クニ」と考えられており、須玖遺跡群は『後漢書』に見える奴国に比定されている。なお考古学の観点では、奴国周辺のクニグニとして、伊都国を糸島市の三雲・井原遺跡を中心とする井原遺跡群に、末廬国を唐津湾沿岸部に、不弥国を福岡県飯塚市の立岩遺跡群に比定している。
なお関東地方では、この時期（紀元前1世紀・弥生中期）以降に環濠集落が出現し始めるため、西日本での「第1期抗争」にあたる可耕地を巡る集団間抗争がこの頃から始まったと考えられている。

#### 第3期抗争
紀元後1世紀に入ると、武器における剣（鉄製短剣）の持つステータスがさらに高まり、九州北部を中心として戦闘参加者の墓に副葬される事例が増加し、矛・戈は弥生後期に入る紀元後2世紀代には完全に祭器化する。また後1世紀には、大陸製の鉄製直刀（大刀）が流入し始め、福岡県糸島市の井原鑓溝遺跡の王墓から副葬鉄刀が出土しているほか、福岡県小郡市の横隈狐塚遺跡や、鳥取県鳥取市の青谷上寺地遺跡では鉄刀による傷を負った人骨が出土している。また、この頃、鉄鏃より遅れて銅鏃が普及する。銅鏃普及の背景には、軽量で大陸系の短弓の使用に適し、飛距離も出せるほか、鍛造の鉄鏃よりも鋳型を用いた鋳造法で大量生産が可能という利点があったとする指摘がある。
紀元後1世紀から後3世紀に入る頃までの、弥生時代後半の日本列島における戦いの様相を、松木武彦は「第3期抗争」と位置付け、武器の種類や戦闘技術に大きな革新があった時期としている。刺突が主な攻撃手段となる剣に加えて、斬撃を主体とする刀が加わり、量産型の銅鏃が導入されることで、従来の近隣集落への襲撃（ムラ攻め）という戦闘形態から、より大規模な集団戦闘（会戦・野戦）が生じるようになっていた可能性を指摘している。また『後漢書』「東夷伝」や『三国志』「魏志倭人伝」等の史書に見える「倭国大乱」は、この第3期抗争期にあたる後2世紀後半の出来事と考えられており、第2期抗争期までに成立した九州北部から瀬戸内・山陰・近畿・東海にかけての各地の有力集団（クニグニ）の王たちが、中国大陸の王朝に認められ、大陸の先進的文物や朝鮮半島の鉄資源などを優位に獲得できる倭人全体の政治的代表者（倭国王）の地位を求めて争った状況を示していると考えられている。

#### 大規模殺傷と集落の廃絶の例
大規模な集団殺戮を示す遺跡としては、鳥取県鳥取市の青谷上寺地遺跡が代表的である。日置川と勝部川の合流点南側に弥生中期から集落が形成され、弥生後期後葉に戦争とみられる状況で集落が廃絶したと考えられている。
集落東側の環濠（防御施設と港の機能を兼ねていたか）から5300点以上、計109体分の人骨が見つかり、このうち少なくとも110点、計10体分の人骨に殺傷痕が見られた。人骨は女性や老人や幼児も含めて無差別に殺されており、剣による切傷がついた骨、青銅の鏃が突き刺さった骨などがある。15〜18歳の若い女性人骨は、額に武器を打ち込まれて殺されていた。これらの受傷人骨のうち、治癒痕があるのは1例のみで、骨に至る傷が致命傷となってほぼ即死したと考えられている。環濠からの出土状況にも特異な様相が見られ、多くの人骨に武器によるものではない削られたような傷があり、1度別の場所に埋葬された後、あまり時間が経たない内に掘り出され、環濠に再埋葬されたと考えられている。
環濠からは、原型を保った建築物の一部や、様々な生活用品などの遺物が通常の遺跡ではありえないほど大量に出土している。

### 環濠集落・高地性集落
環濠集落・高地性集落は、主に集団同士の争いに備えた防御性集落であったと考えられてきた。環濠集落の西限は、福岡県福岡市博多区の那珂遺跡など九州北部であり、東限は、太平洋側では千葉県佐倉市の六崎大崎台遺跡や同県東金市の道庭遺跡など房総半島におよび、日本海側では新潟県新潟市秋葉区の古津八幡山遺跡や村上市の山元遺跡が北限域となる。ただし秋田県秋田市の地蔵田遺跡が4軒の建物を柵で囲んでおり、これを入れると日本海側の防御集落の北限がさらに北上する。

#### 環濠集落の性格
環濠集落は、台地や微高地上の集落の縁部を巡る断面V字形の溝（環濠）を特徴とし、学史上しばしば、戦争からの防衛のために造られた弥生時代を代表する標準的な集落形態であるとの評価がなされてきた。
これについて藤原哲は、環濠=弥生時代の標準的集落=防衛集落という見解に疑問を呈し、全国的に環濠集落事例を再検証したうえで、環濠に囲われた内部に建物群（集落）を持たず貯蔵穴と見られる土坑しか存在しない「貯蔵穴専用環濠」と呼ばれる非集落遺跡が、環濠集落が増加するとされる弥生前期後半～中期初頭の西日本各地にかなりの数で存在することや、確実な環濠集落には局地的偏在性があること、弥生集落遺跡総数に対して確実な環濠集落の数が極めて少ないことなどから、防御性を備えた標準的な弥生集落とする見解に疑問を示している。
また、赤塚次郎は、東海地方の代表的な環濠集落とされてきた愛知県清須市の朝日遺跡について、その防御性の根拠と言われた北側集落の環濠と逆茂木（さかもぎ）・乱杭（らんぐい）が、弥生中期後半末に起きた大洪水の砂層に埋まり中期後半のごく短期間しか存在せず、同じく戦闘激化の根拠とされる大型化した打製石鏃の存続期間（弥生中期中葉）と一致しないことなどから、これらの逆茂木・乱杭は洪水対策施設ではないかとしている。同県一宮市の猫島遺跡の環濠も、対洪水用の輪中的施設と位置付けている。
このほかにも環濠の性格については、集落の区画や集団の結束・排水などの様々な解釈が提示されており、戦争や防御目的の場合も含めて地域・時期によって異なる意味づけを持たせるべきではないかという意見がある。
北関東と東北地方の広い範囲は、米の生産高が低かったからこそ戦争とは無縁であったのではないかと推測する説もある。

## 交易と鉄

### 日本と朝鮮半島の土器の交易
朝鮮半島を起源とした突帯文土器は九州から西日本に発掘されている。朝鮮の土器が北部九州など西日本で盛んに見いだされていて、弥生土器の成立にあたって，朝鮮半島の無文土器からの影響が認められている。縄文時代にも黒曜石や土器が朝鮮半島で見いだされ、多少とも交易があった事が解っている。そして、弥生時代、交易は活発化し、弥生土器が朝鮮半島南部で発掘されている。初期には、金海地域を中心に出土し、交易がおこなわれていた事が解る。
前期後半から弥生土器は増え、特に中期、朝鮮半島、勒島では大量の弥生土器が見いだされ倭人が交易に出かけた様子がうかがえる。これは、勒島と壱岐の原ノ辻との間に集約され確立された交易ルートである。原の辻では、無文土器も出土している。弥生時代後期、勒島の弥生土器は減り、金海地区との交易に移った。

## 政治

### 政治と高地性集落、大型墳丘墓

#### 外政
弥生後期、AD57年北九州の奴国王が、楽浪郡に使いをだし、漢倭奴国王と言う金印を授かっている。その50年後、倭国王師升が多くの王を引き連れ朝貢して金印を授かっている。この倭国の領域は、本州を含むのか、九州だけか議論があるが、一定地域の広がりを持つ支配が成立していた事になる。
さらに、卑弥呼が共立され、その墓とも言われる、箸墓古墳が造られ、古墳時代に移る。
この様に、弥生時代と一言で言うが、クニの形成は、前期から、特に中期に始まり、後期には、この統一過程の最終の仕上げ段階にあった。

#### 中期後半から始まる、高地性集落
一方、古くから防衛集落と目されてきた集落の類型として、高地性集落が挙げられる。高地性集落は、弥生時代中期後半 - 末（IV期後半 - 末）、そして後期中葉 - 末（V期中葉 - 末）に瀬戸内沿岸から大阪湾にかけて頻繁に見られるもので、弥生時代の一般的な集落からみて遙かに高い場所（平地からの比高差が50〜300メートル以上）に営まれている集落のことである。北部九州から北陸・中部・東海地域などといった広い範囲に分布する。1970年代までは、畿内IV期がおおよそ北部九州の後期前半、畿内V期が後期後半に併行するとされ、実年代では紀元50年 - 250年ごろに比定されていた。

#### 高地性集落と倭国大乱
史書にある、いわゆる倭国大乱は、各種の史書に記載された年代がおおよそ2世紀後半 - 末に当たり、当時の年代観ではおおよそ畿内IV期末 - V期前半期に該当していた。このため、高地性集落の盛行は倭国大乱を原因とするものだという理解が主流であった。畿内と九州の年代の併行関係が是正されると、倭国大乱は畿内V期後半 - 末に該当する。畿内IV期の高地性集落とは時代的に整合的でないとされ、これらは倭国大乱とは無関係とする意見が主流を占めるようになった。畿内IV期の高地性集落については、この時期に史書には記載されない戦乱があったという主張が多いが、背景に戦乱を想定する必要はないという意見も見られる。後者の場合、見晴らしがよい立地に住むことで、海上交通の見張り役となっていたとか、畑作を主とする生活をしていた集団であって水田耕作に有利な低地に住む必要がなかったなどといったさまざまな議論が行われている。一方、後期後半期の近畿の高地性集落（大阪府和泉市観音寺山遺跡、同高槻市古曾部遺跡などは環濠を巡らす山城）については、その盛行期が、上述の理由から北部九州・畿内ともおおよそ史書に記載された倭国大乱の年代とほぼ一致することから、これらを倭国大乱と関連させる理解が主流を占めている。

#### 後期における、地域勢力の拡大と、大型墳丘墓の出現
主に倭国大乱の前ではあるが、時代が下るにつれ、大型集落が小型集落を従え、集落内で首長層が力を持ってきたと考えられている。首長層は墳丘墓に葬られるようになった。このことは身分差の出現を意味する。弥生時代後期になると墓制の地域差が顕著となっていく。近畿周辺では方形低墳丘墓がつくられ、山陰（出雲）から北陸にかけては四隅突出墳丘墓が、瀬戸内地方では大型墳丘墓がそれぞれ営まれた。

##### 吉備地域
瀬戸内地方のなかでも吉備と呼ばれる岡山県と広島県東部の地域では、弥生時代後期の最大級の墳丘墓は、岡山県倉敷市の楯築墳丘墓（最大長約80メートル）である。この地域では首長の葬送儀礼には、特殊器台形土器と特殊壺形土器が数多く使用された。これらの土器は、吉備地方で発生後、美作・備前・備中・備後の地域に分布する。その発達の中心は、備中南部の平野であった。そして、これらの地域の周辺地域では使用されていないのが特徴である。

##### 山陰地域
中国山地の三次で発生したと推定され、出雲地域で発達した四隅突出型の墳丘墓（大きなものは約45メートル×約35メートル）が現れる。これらは後の古墳時代に匹敵する土木建築を駆使したもので、その分布は山陰の出雲地方や北陸の能登半島にまで拡がっている。出雲地域に存在する安来・西谷の両墳丘墓集積地には台形土器と壺形土器。出雲と吉備の両地域に同盟関係が生まれていたことを示していると考えられている。

#### 各地の墳丘墓の様式が寄り集まり古墳が成立
これらの墓の特徴が寄り集まって後代の古墳（前方後円墳など）の形成につながったとされている。
弥生時代の地域勢力は、北部九州・吉備・山陰・近畿・三遠（東海）・関東の勢力に大別することができる。時代の進行とともに連合していき、一つの勢力が出来ていった、と考えられる。水田農耕発展のために農地の拡大と農具となる鉄の獲得のため、また地域間の交易をめぐる争いのために戦いが起こり時代が進行していった。近畿では、環濠集落は、弥生前期末に現れ、中期以降に普及した。

#### 乱と卑弥呼
魏志倭人伝には、卑弥呼が邪馬台国を治める以前は、諸国が対立し互いに攻め合っていたという記述がある。また、後漢書東夷伝には、桓帝・霊帝の治世の間、倭国が大いに乱れたという記述がある。
近年、畿内の弥生時代IV・V期の年代観の訂正により、これらはおおよそ弥生時代後期後半 - 末（V期後半 - VI期）に併行するという考えが主流になった。この時期には、畿内を中心として北部九州から瀬戸内、あるいは山陰から北陸、東海地域以東にまで高地性集落が見られること、環濠集落が多く見られることなどから、これらを倭国大乱の証拠であるとする考え方が有力となっている。
ところが、前代に比べて武器の発達が見られず、特に近接武器が副葬品以外ではほとんど認められないこと、受傷人骨の少なさなどから、具体的な戦闘が頻発していたと主張する研究者はあまり多くない。倭国大乱がどのような争いであったのかは未だ具体的に解明されていないのが現状である。

#### 邪馬台国畿内説と九州説
邪馬台国畿内説では、北部九州勢力が大和へと移動したことを示す物的証拠は考古学的にはほとんど認められないとしており、近年ではむしろ北部九州勢力が中心となって、鉄などの資源の入手や大陸からの舶載品などを全国に流通させていた物流システムを畿内勢力が再編成し直そうとして起こった戦いであったという。一方、邪馬台国九州説では、弥生時代後期中葉以降に至っても瀬戸内地域では鉄器の出土量は北部九州と比べて明らかに少なく、また、鉄器製作技術は北部九州と比べて格段に低かった。倭国大乱の原因については、記紀神話の神武東征と結びつけ北部九州勢力が大和へと移動してヤマト朝廷を建てたとする。

### 日本と中国の交易

#### 中国の史書に現れた弥生時代の倭
中国の史書では、後漢の『論衡』が周代の倭に関する知識を伝え、ついで漢書が前漢代のこととして倭人が多数の国に分かれて住んでおり、使節を送ってくると記している。
『後漢書』（南北朝時代、432年成立）には、57年に倭奴国王が後漢光武帝から金印を授かり、また107年には倭国王帥升（または倭面土國王帥升）が生口を後漢へ献じたことが見える。
同書には2世紀後半に倭国大乱が起きたことを伝えており、弥生時代末期の日本を戦乱の世であった可能性がある。

三国志の『魏志倭人伝』には、3世紀の倭国の状況が詳しく記されており、邪馬台国の卑弥呼女王が統治していたことなどを伝えている。

#### 呉の鏡
中国の三国時代の呉と倭国が公的に交渉を行った文献は全くないが、日本と中国の交易で呉の年号を記す画文帯神獣鏡が二面存在する。
- 山梨県西八代郡市川三郷町大塚の鳥居原塚古墳出土の赤烏元年（238年）の紀年銘をもつ。
- 兵庫県宝塚市安倉古墳出土の赤烏七年（244年）の紀年銘をもつ。

## 経済基盤

### 農業

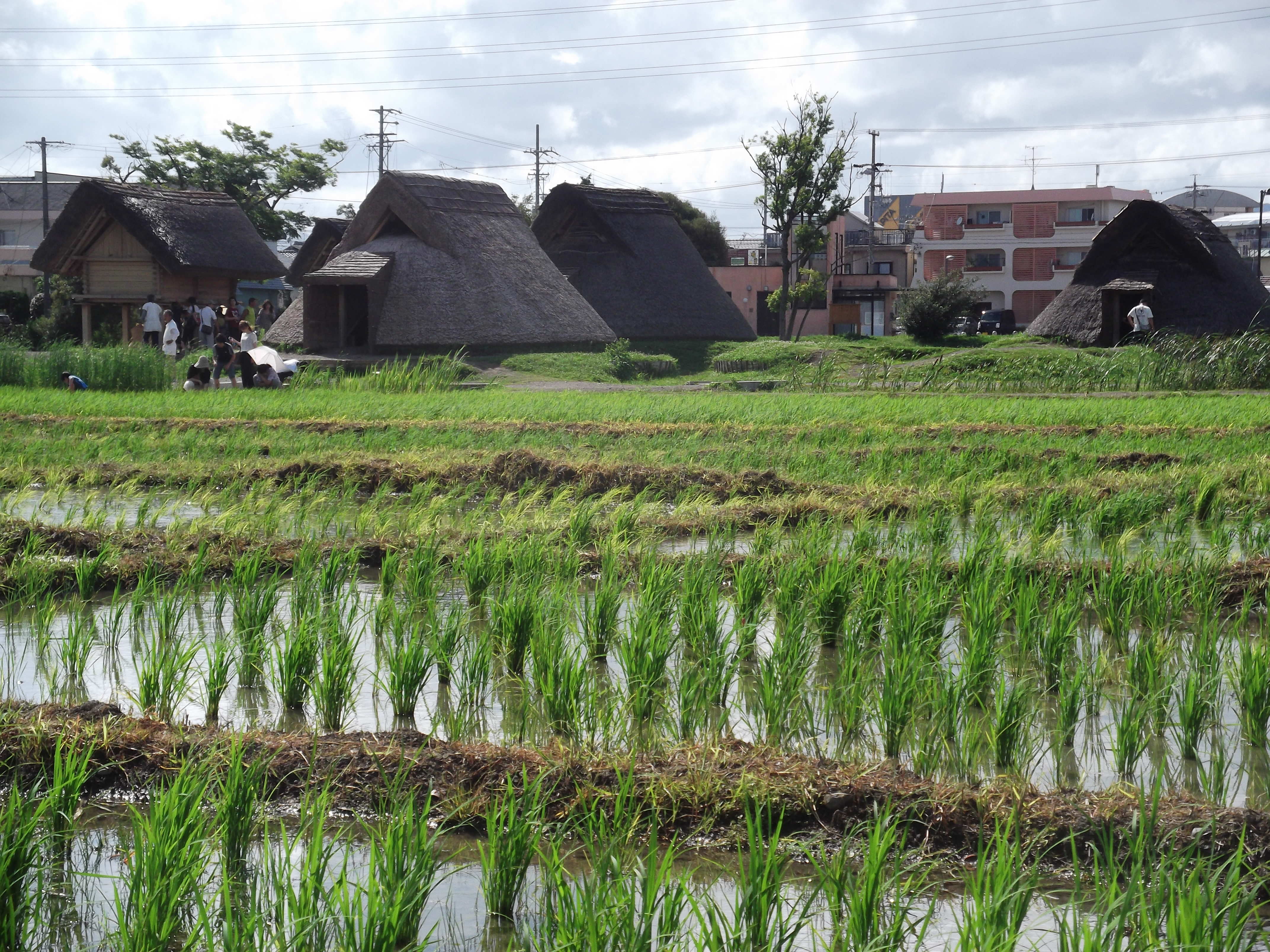
登呂遺跡（2012年7月15日撮影）

日本人の主食は、弥生時代に水稲耕作を始めてから米を常食としていたと考えられてきたが、1917年（大正6年）内務省、1878年（明治11年）大蔵省による全国食料調査の結果から、市部・市街地及び郡部・村落部の順に米を食べる量が段々少なくなっていることなどから、必ずしもそうではないともされる。
では、弥生水田の収穫量はどのくらいであったのか。弥生時代前期は下田・下々田、中期は下田・下々田、後期（登呂）中田・下田。収穫量は多いとは言えない。1日あたりの米の摂取量は先進地帯でも前期は1勺程度、中期で6勺〜1合程度、後期でも2合を超えることはなかった。デンプン質不足量をドングリなどの堅果類で補っていた。

### 畜産業
弥生時代には水田農耕が行われるが、大陸における農耕がブタやウマ、ウシなど家畜利用を伴うものであったのに対し、弥生時代の研究においては長らく家畜の存在が見られなかったため「欠畜農耕」であるとも理解されていた。今も牛や馬の飼育は無いとされるが、豚の飼育は各地で確認されている。
すなわち、1988年・1989年に大分県大分市の下郡桑苗遺跡で関係のイノシシ頭蓋骨3点、ブタ頭蓋骨が出土した。イノシシ類頭蓋骨に関しては西本豊弘が形質的特徴からこれを家畜化されたブタであると判断し、以来弥生ブタの出土事例が相次いだ。また、1992年には愛知県の朝日遺跡で出土したニワトリの中足骨が出土している。
弥生ブタの系統に関しては、縄文時代からイノシシの飼養が行われてはいるものの、イノシシからブタに至る過渡的な個体の出土事例がなく、また日本列島では島嶼化によりイノシシ個体のサイズに大小があるのに対し、弥生ブタはこの地域差からかけはなれた個体サイズであるため、弥生ブタは大陸から持ち込まれたとも考えられている。
弥生ブタの系統の検討には、ミトコンドリアDNA分析を用いた分析も行われている。2000年の小澤智生による分析では12点の試料のうち11点がニホンイノシシと判定された。2003年の石黒直隆らが小澤とは異なる手法を用いて分析を行い、10点の試料のうち6点は現生ニホンイノシシと同一グループ、4点は東アジア系家畜ブタと同一グループに含まれるとし、両者で異なる結果がでている。なお、石黒らは加えて後者のグループは西日本西部の一部の地域に限られて分布している点も指摘している。また、縄文時代に狩猟に用いられたイヌに関しては、大陸から食用家畜としてイヌが導入された。
ただ、畜産は主要な産業とはいえず、狩猟と漁猟がタンパク質を得るための正業であった。

### 漁労

#### 縄文貝塚の衰退と弥生時代の漁労
縄文時代の関東地方では東京湾岸などで大規模な貝塚が形成され、クロダイ・スズキ漁を中心とする縄文型内湾漁労が行われていた。関東地方では縄文晩期に貝塚数が減少し、弥生時代前期には縄文型貝塚が消滅するに至る。一方、三浦半島など外洋沿岸地域では引き続き外洋漁労が行われている。外洋漁労の痕跡を残す洞穴遺跡では外洋沿岸岩礁のアワビやサザエ、外洋性回遊魚のカツオ、サメ、外洋沿岸魚のマダイが出土している。アワビは縄文時代において出土事例が少なく、弥生時代には潜水漁が行われていたとも考えられている。遺物では漁具として釣針、銛（もり）、ヤスなどが出土しており、特に縄文後期に東北地方太平洋岸で特異的に見られる回転式銛頭が出土している点が注目される。
弥生中期には全国的に内湾干潟の貝類であるハマグリ・イボキサゴを主体とする貝塚の形成が行われるが、小規模で数も少ない。漁労においても大陸から渡来した管状土錘を使用した網漁が行われ、網漁は後に増加・多様化し、瀬戸内海で特に発達した。また、内湾型の漁労としてイイダコの蛸壺漁も行われている。
こうした縄文以来の漁労活動が継続した関東においても弥生中期には稲作農耕社会が成立する。稲作農耕と漁労の関係を示す遺跡として神奈川県逗子市の池子遺跡群がある。池子遺跡群は弥生中期の集落遺跡で、稲作農耕と外洋漁労の痕跡を示す貝塚が共に見られる。池子遺跡群では銛漁やカツオの釣漁、網漁が行われいたと考えられており、カツオなど農繁期と重なる夏場に漁期を持つ魚類が見られることや、専門性の高い銛漁・釣漁が行われていることから、農耕民とは別に漁業を専門とする技術集団がいたと考えられている。

#### 淡水漁労の開始
また、弥生時代には稲作農耕の開始により、水田や用水路など新たな淡水環境が生まれたことにより淡水産魚類・貝類を対象とした漁労も行われる。愛知県清須市の朝日遺跡は大規模な貝塚を伴う漁労と稲作農耕を兼ねた集落遺跡で、内湾漁労のほかタニシ、コイ科、フナ、ナマズ、ドジョウを対象とした淡水漁労も行われている。淡水漁労の成立に伴い専用の漁具も生まれ、大阪市八尾市の山賀遺跡や福岡県春日市の辻畑遺跡では淡水魚を捕獲する筌（うけ）と考えられている漁具が出土している。

#### 各地の漁労活動
北海道（およびその周辺）では稲作農耕が需要されなかったため縄文型漁撈が継続し、海獣猟や寒流性の魚類を対象とした狩猟・漁業が行われた。
九州北部では縄文時代に外洋漁業が発達し、西北九州型結合式釣針と呼ばれる独自の釣針が生まれた。この釣針の分布は縄文時代には北部九州にとどまっているが、弥生時代には山陰地方へ普及している。
関西地方では大阪湾岸の宮の下貝塚など縄文型の貝塚が継続した事例が見られ、縄文晩期から弥生中期に至るまで継続して貝塚が営まれている。

## 道具類

### 石器
石器には、縄文文化より伝わった打製石器を中心とする一群と、朝鮮半島無文土器文化より伝わった磨製石器の一群（大陸系磨製石器）がある。打製石器は、石鏃やスクレイパー（削器・掻器）など、狩猟具（武器）・利器として用いられた。石材としてはサヌカイトなどの安山岩系の岩石や黒曜石などが主に用いられ、縄文時代からの製作技術を受け継いで作られた。一方、水稲農耕とともに日本列島に流入した大陸系磨製石器と呼ばれる石器群には、蛤刃磨製石斧や抉入片刃石斧といった工具や、石包丁や石鎌などといった農具がある。これらは水稲農耕技術の受容にともなう開墾や耕起、収穫に用いられる道具として、弥生時代になって新たに導入された道具類である。また同じ大陸系磨製石器の1つとして磨製石剣と磨製石鏃も伝わり、金属製武器（青銅製武器・鉄製武器）が本格導入される直前の時期に実戦用武器として使用された。この影響を受けて、打製石器でも剣型武器である打製石剣が製作され、実戦に導入されるようになった。

### 青銅器
青銅器は半島と大陸から北部九州に伝えられた。北部九州を中心とする地域では銅矛や銅剣・銅戈などの武器形青銅器が、一方畿内を中心とする地域では銅鐸がよく知られる。北部九州や山陰、四国地方などに主に分布する銅矛や銅剣、銅戈などは、前期末に製品が持ち込まれるとともに、すぐに生産も開始された。一方銅鐸も半島から伝わったと考えられるが、持ち込まれた製品と列島で作られた製品とは形態にやや差があり、列島での生産開始過程はよくわからない。出現当初の銅剣や銅矛など武器形青銅器は、所有者の威儀を示す象徴的なものであると同時に、刃が研ぎ澄まされていたことなどから実際に戦闘に使われる実用武器としても使われていた可能性が高い。この段階の武器形青銅器は墓に副葬されることが一般的で、個人の所有物として使われていたことがわかる。弥生時代中期前半以降、銅剣・銅矛・銅戈などの武器形青銅器は、徐々に太く作られるようになったと理解できる。一方、銅鐸は出現当初から祭祀に用いられたと考えられるが、時代が下るにつれて徐々に大型化するとともに、つるす部分が退化することから、最初は舌を内部につるして鳴らすものとして用いられたが、徐々に見るものへと変わっていったと考えられている。また、銅鏡も弥生時代前期末に渡来した。中期末以降列島でも生産されるようになったが、墓に副葬されたり意図的に分割されて（破鏡）祭祀に用いられた。このように、大型の青銅器は出現当初をのぞいてほとんどが祭祀に用いられるものであった。このほかに鋤先などの農具やヤリガンナなどの工具、鏃などの小型武器などもみられるが、大型の青銅器に比べて非常に少量である。
青銅器は、最初期の一部の例をのぞき、鋳型に溶けた金属を流し込むことにより生産された。青銅器の鋳型は、列島での初現期にあたる弥生時代前期末 - 中期前半期のものは主に佐賀県佐賀市から小城市にかけての佐賀平野南西部に多く見られる。
中期後半には福岡の那珂・比恵遺跡、須玖岡本遺跡に移動した。
中期後半までに青銅器の生産は福岡県福岡市那珂・比恵遺跡群や春日市須玖遺跡群などで集中的に行われるようになる。平形銅剣をのぞくほとんどの武器形青銅器はこれらの遺跡群で集中的に生産されたと考えられている。
一方、銅鐸の生産は近畿地方などで行われたと考えられているが、北部九州ほど青銅器生産の証拠が集中して発見される遺跡は未だ見つかっておらず、その生産体制や流通体制などには未解明の部分が多い。

### 鉄器
弥生時代中期前半までには北部九州で工具を中心に一般化がおこると、後期以降に西日本全域に拡散するとともに、武器や農具としても採用されるようになった。鉄器は耐久性や刃の鋭さから主に利器、特に工具や農具（収穫具）として用いられた。出現当初は鍛造鉄斧の断片を研ぎ出して小型の工具などとして使っていたが、中期前半までには北部九州で袋状鉄斧と呼ばれる列島製の鉄斧が出現すると、徐々に西日本一帯へと波及していった。このほかに小刀（刀子）や鉄鏃、ノミ状工具などの存在が知られる。この時期の鉄器は鉄素材を半島から輸入して製作されており、列島で製鉄が見られるのは古墳時代後期以降と考えられる。
弥生時代における鉄器の生産には、材料となる鉄を切り・折り取り、刃を磨き出すことによって作られる鏨切り技法と、鍛造により形を作り出す鍛造技法があることがわかっている（ごく一部の例について、鋳造により作られた可能性が示唆されているが、鉄を溶かすためにはきわめて高温の操業に耐えうる炉が必要であり、弥生時代にこのような技術が存在したかどうかは疑問視されている）。
北部九州、特に福岡市周辺地域では弥生時代中期前半までに鍛造技法による鉄器の生産が開始された。一方、同じ北部九州でも八女市などの周辺地域では弥生時代後期になっても鏨切りによる鉄器生産が一般的であった。瀬戸内地方でも、弥生時代後期までには鍛造による鉄器生産が伝播していたが、技術的には北部九州のそれよりも明らかに低い水準にあり、同時に鏨切りによる鉄器製作も普遍的に行われていた。
弥生時代後期には、玄界灘沿岸地域の遺跡から鉄器が大量に出てくるが、瀬戸内海沿岸各地方や近畿地方の遺跡からはごくわずかしか出てこない。つまり玄界灘沿岸地域が鉄資源入手ルートを独占していたと推定されている。それゆえに、鉄資源の入手ルートの支配権を巡って戦争が起こったのではないかと考えられているが、今はまだ考古学的に立証することができない。戦争が起こったと仮定すれば、近畿地方の大和勢力を中心に、広域の政治連合、例えば邪馬台国連合のような同盟ができあがっていたことが想定されている。

### 土器
土器は、弥生土器と呼ばれ、低温酸化炎焼成の素焼き土器が用いられた。弥生土器の初めは、板付I式土器（後に遠賀川式土器）であり、西日本はもちろんのこと東北の青森県（津軽平野、三八地域）にまで伝播した。弥生文化が本州の北端近くまで広がったことを物語る土器である。縄文時代の縄文土器と比べて装飾が少ないとしばしばいわれるが、実際に装飾が少ないのは前期段階の土器と中期以降の西日本、特に北部九州の土器で、そのほかの地域・時代の土器にはしばしば多様な装飾が施される。器種として主要なものに甕・壷・高坏があり、特に壷は縄文時代には一般化しなかった器種で、弥生時代になって米が主要な食糧となったため、貯蔵容器として定着したと理解されている。
土器の生産は集落ごとに行われ、集落ごとに自給自足によりまかなわれたと漠然と考えられているが、土器生産に関する遺構はほとんど事例がない。最近、土器の焼成失敗品や、強い熱を受けたために器壁が薄くはじけるように割れた土器に注目して、大規模な集落で土器が集中的に生産された可能性が提起された。また、土器の形態は地域性をきわめてよく表すため、その特徴に着目して他地域から搬入された可能性の高い土器と在地の土器とを峻別して、土器はこれまで思われていたよりもずっと多量に移動している可能性が指摘されている。

### 木器（木製品）

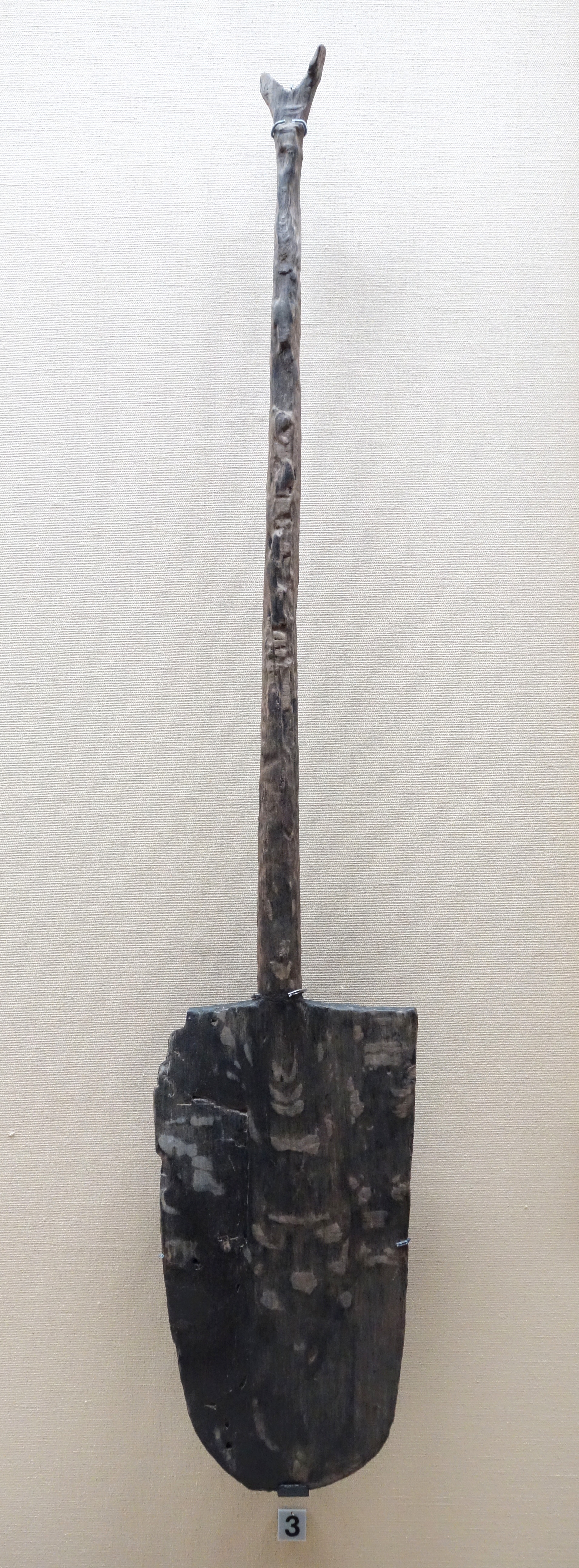
木製農具（東京国立博物館）

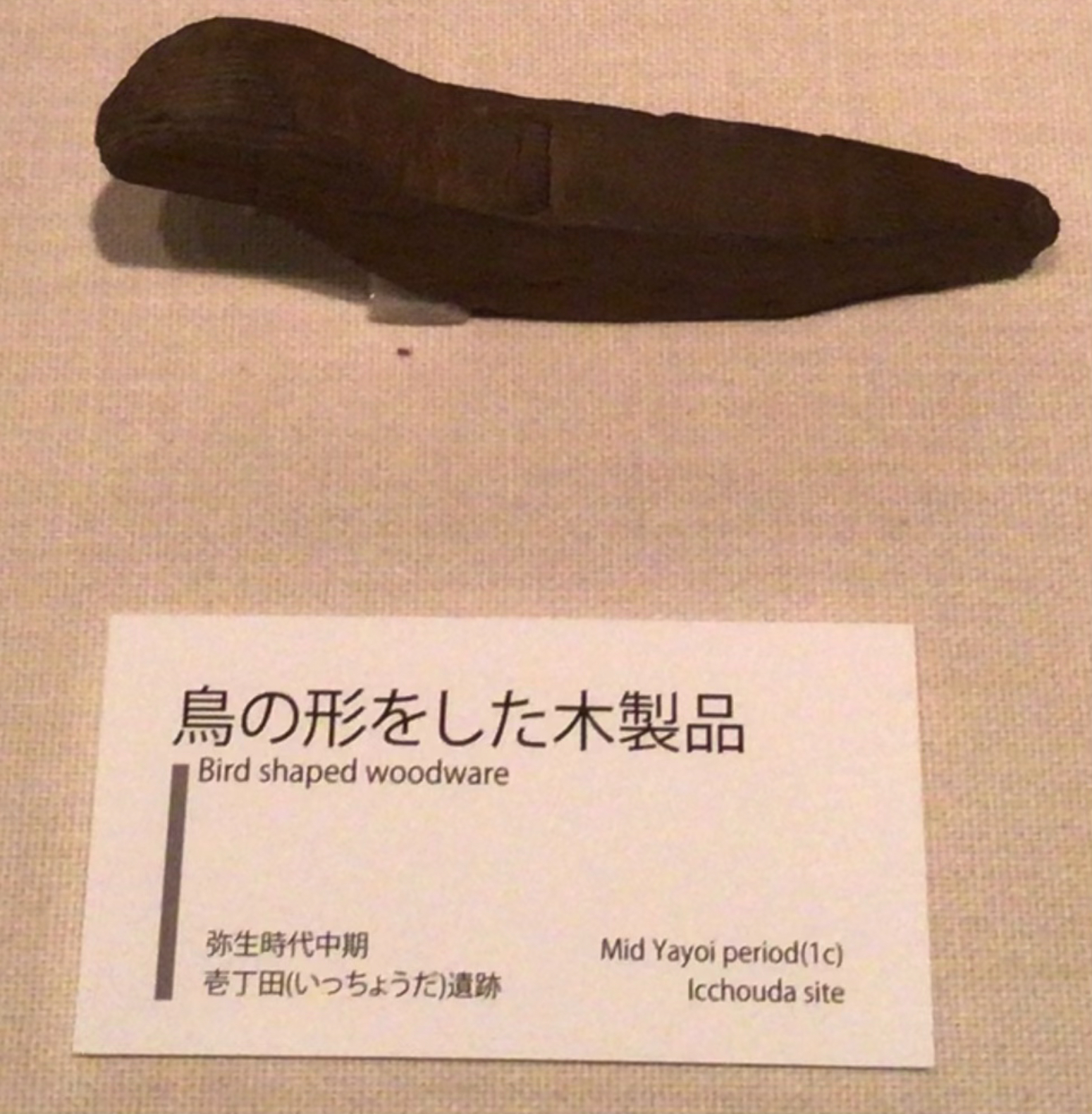
島根県出雲市壱丁田遺跡出土の鳥形木製品（出雲弥生の森博物館）

木器・木製品には、食器や農耕具、祭祀具などが存在する。食器には漆を塗ったり細かな装飾を施すなどした優品が見られる。農耕具は水田稲作の導入にともない持ち込まれたもので、鋤や鍬・エブリのほか、田下駄などが見られる。

## 集落と施設

### 集落
弥生時代の集落には様々な事例があり、静岡県静岡市・登呂遺跡などのように河川沿いの自然堤防や扇状地末端などの低地（沖積地）の微高地上に形成されるもののほか、岡山県赤磐市・用木山遺跡などのように低地に面した丘陵上部や斜面地に形成されるもの、香川県三豊市・紫雲出山遺跡などのように、低地との比高差の大きい急峻な山頂部に形成されるものなどがある。低地や低い丘陵上に形成されるもので、集落の周囲に溝（環濠）をもつものは環濠集落とよばれ、紫雲出山遺跡のような高地のものは高地性集落とも呼ばれる。
それら集落遺跡の構成要素として一般的に検出される遺構には、居住施設その他に使用された竪穴建物や掘立柱建物、貯蔵施設としての貯蔵穴や掘立柱建物（高床倉庫）、ゴミ捨て場や土器の焼成など様々な用途に使われたと考えられる土坑、区画施設として集落の周りに巡らせたり、集落内部に掘られたりした溝（環濠や区画溝など）や土塁・柵、給水施設の井戸などがある。

### 住居等の建物

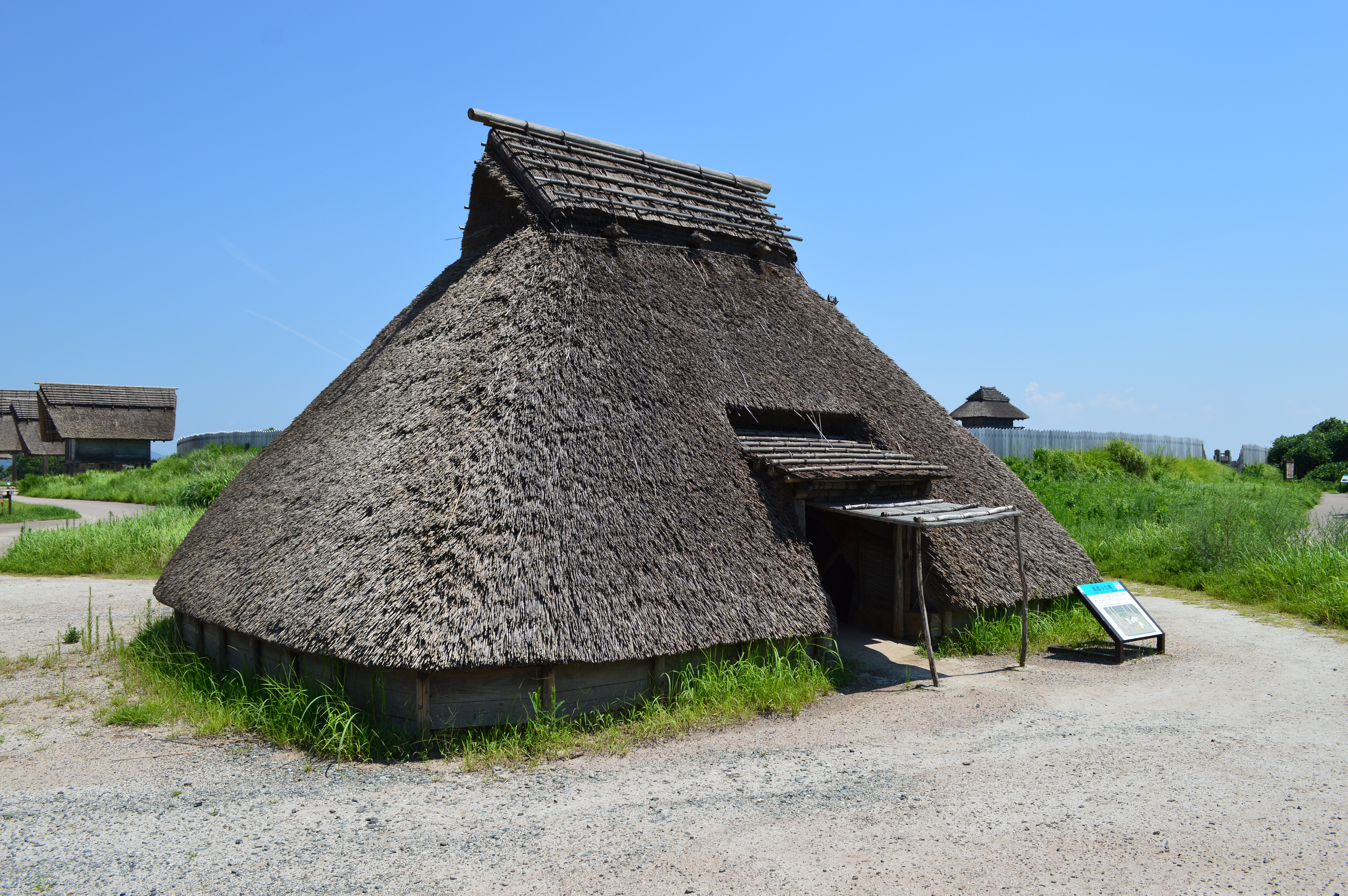
復元された吉野ヶ里遺跡の竪穴建物。

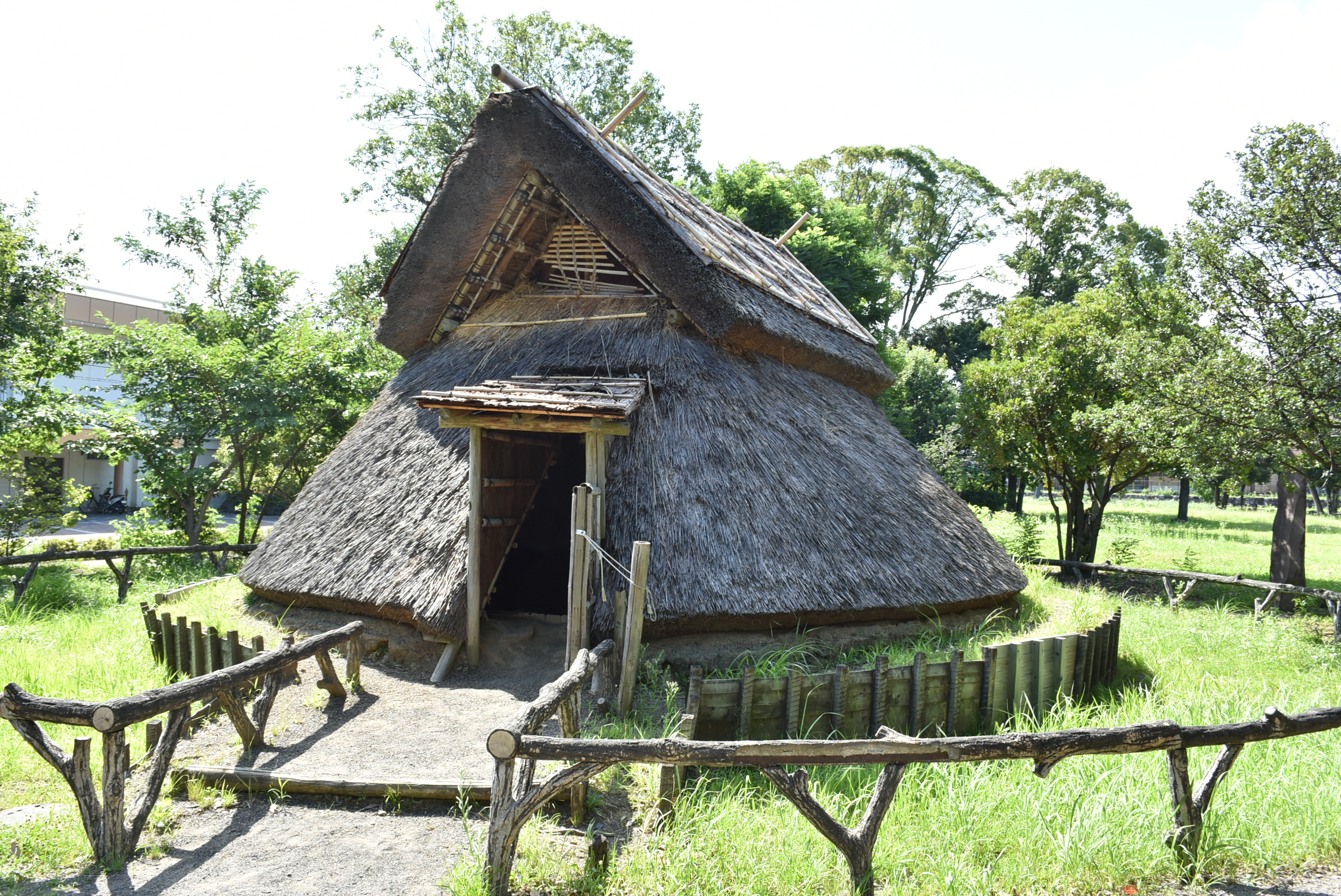
復元された登呂遺跡の竪穴状平地建物。

弥生時代の人々の住居等の施設には、主として竪穴建物が使われた。平面形態は円形・方形が主流で、長方形・隅丸方形がそれに次ぐ位置を占めるが、地域によって多様な様相を示す。竪穴建物は、住居のほか工房や共同の作業場としても使用されたと推定されている。

#### 早期の円形建物と方形建物
早期の北部九州の竪穴建物には、縄文時代晩期の系譜を引き継ぐと考えられる平面方形のもののほか、平面円形で中央に浅い皿状のくぼみを持ち、その両脇に小さな穴（柱穴か）を1対持つ特徴的な形態の建物が存在する。
この形態の円形竪穴建物は、同時期の朝鮮半島南部に広く分布しており、韓国忠清南道扶余郡松菊里遺跡で最初に注目されたことから、「松菊里型住居」ともよばれる（ただしこの名称は日本国内に限定して使用され、韓国考古学界ではむしろ「松菊里類型」という用語は建物跡の形態のみでなく土器や石器組成を含めた文化総体の名称として用いられることが一般的となっている）。この松菊里型住居は、縄文時代後・晩期に西日本一帯でしばしば見られる円形プランの建物跡とともに、弥生時代前期から中期にかけて主流となる円形建物の祖形となったと考えられている。

#### 中期・後期
弥生時代中期には、竪穴建物のプランは北部九州から西日本一帯で円形プランのものが卓越すると、一部に隅丸方形のものが見られる。
弥生時代後期に入ると西日本一帯で突如として平面プランが方形あるいは長方形へと変化する。その後、次第に長方形へと統一されていく。
このほか、九州地方南部には「花弁形竪穴建物」と呼ばれる特異な平面プランの建物跡が分布する。また兵庫県西部（播磨）地域には円形建物の床面中央部に1O（イチマル）土坑と呼ばれる特殊な遺構を持つ例が分布する。この様に、竪穴建物の形態には多様な地域性がある。
なお、静岡県静岡市の登呂遺跡（弥生時代後期）で検出された建物は、茅葺きの伏屋式屋根に復元されて外見上は竪穴建物に酷似しているが、建物縁部に土手状の盛土である「周堤」を構築して土壁を作り、床面の高さ自体は地表面より低く掘り下げていないため、竪穴建物ではなく平地建物（竪穴状平地建物）に分類される。このような事例は富山県高岡市の下老子笹川遺跡（しもおいごささがわいせき）でも知られる。

#### 掘立柱建物

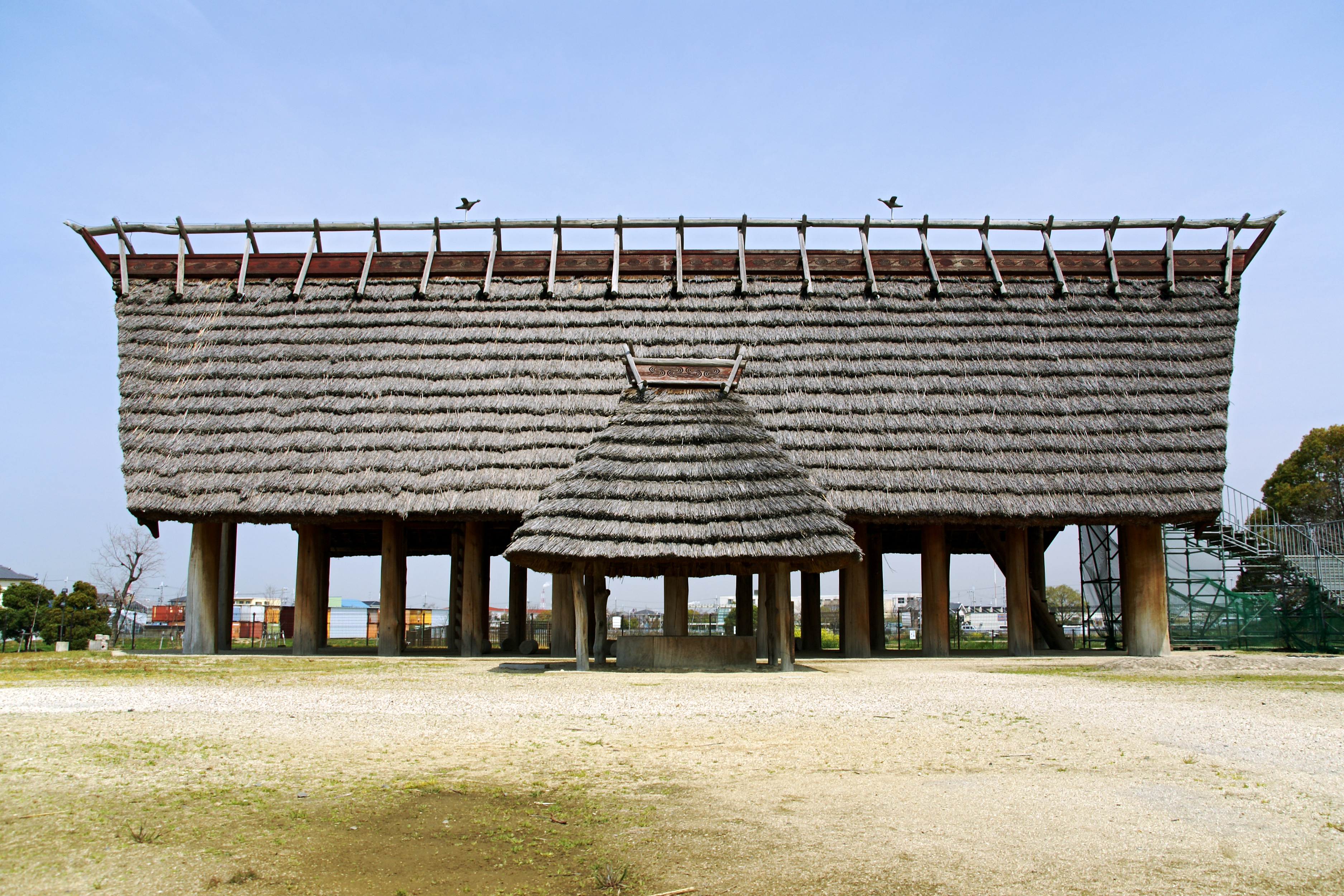
復元された池上曽根遺跡の大型掘立柱建物。

弥生時代の建物は、竪穴建物が検出例の大半を占めるが、このほかに掘立柱建物（高床建物・揚床建物、あるいは平地建物）が存在する。掘立柱建物には、住居のほか物見櫓・楼閣・祭祀施設（神殿）、後述する貯蔵施設（倉庫）などの機能が推定されている。大型の掘立柱建物は、弥生時代前期から存在しているが（高知県南国市・田村遺跡群など）、中期以降に検出例が増加する。大型掘立柱建物には、池上曽根遺跡（大阪府和泉市・泉大津市）のように、同じ場所に何度も建て替えられた形跡のあるものや、周囲を溝で囲うなど特別な扱いを受けた事例があり、神殿などの祭祀施設のほか首長居館の先駆け的存在ではないかする意見もある。
なお平地建物では、それらが掘立柱建物ではなく掘り込みの浅い壁建ち建物などであった場合、当時の生活面（遺構面）が後世に削平されてしまうと遺構の掘り込みも失われてしまうため、発掘調査の際にそれらを検出することが困難となり、竪穴建物や掘立柱建物（の平地建物）に比べて検出事例は少ない。

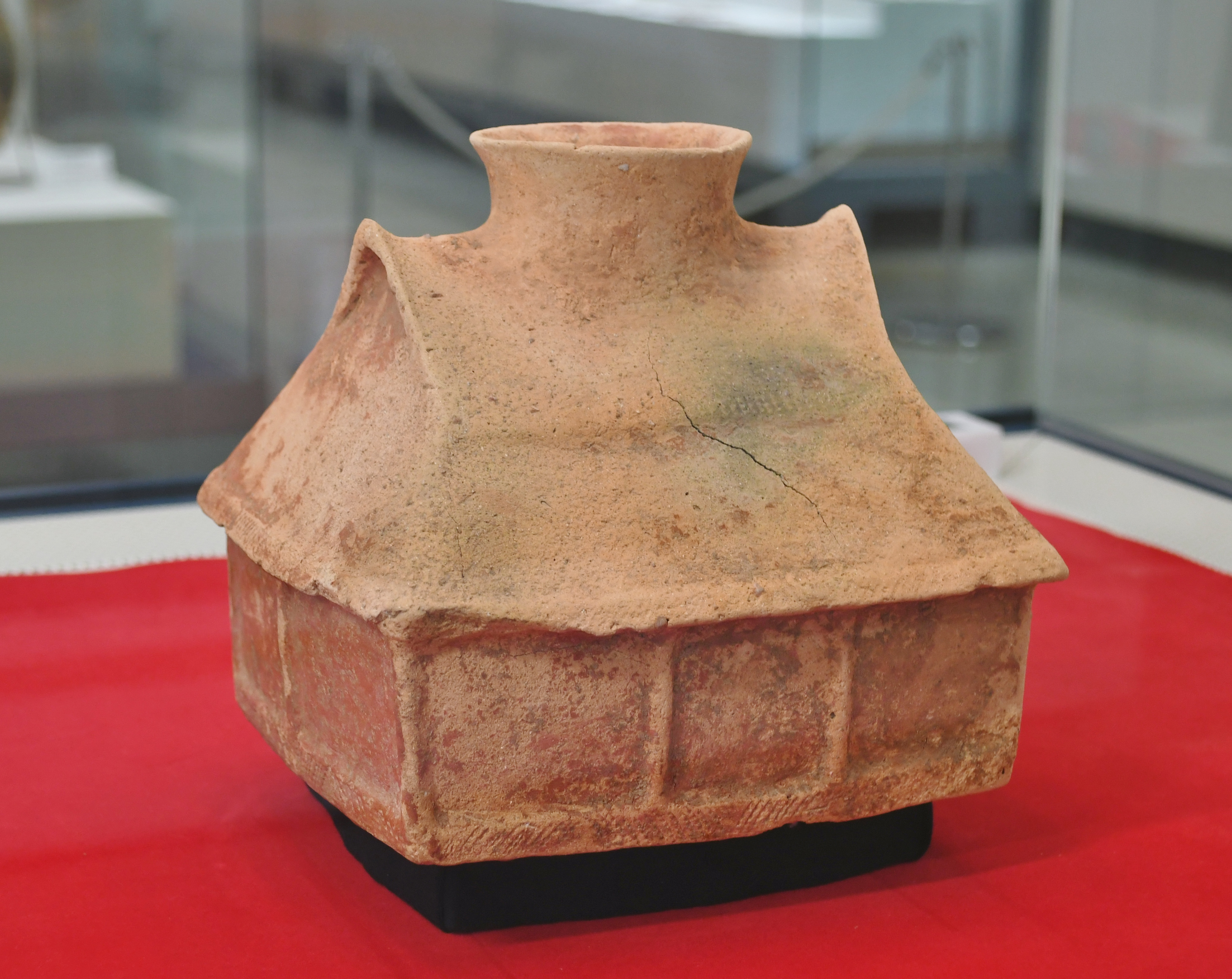
家形土器 鳥取県湯梨浜町藤津出土。鳥取県立博物館展示。

### 貯蔵施設

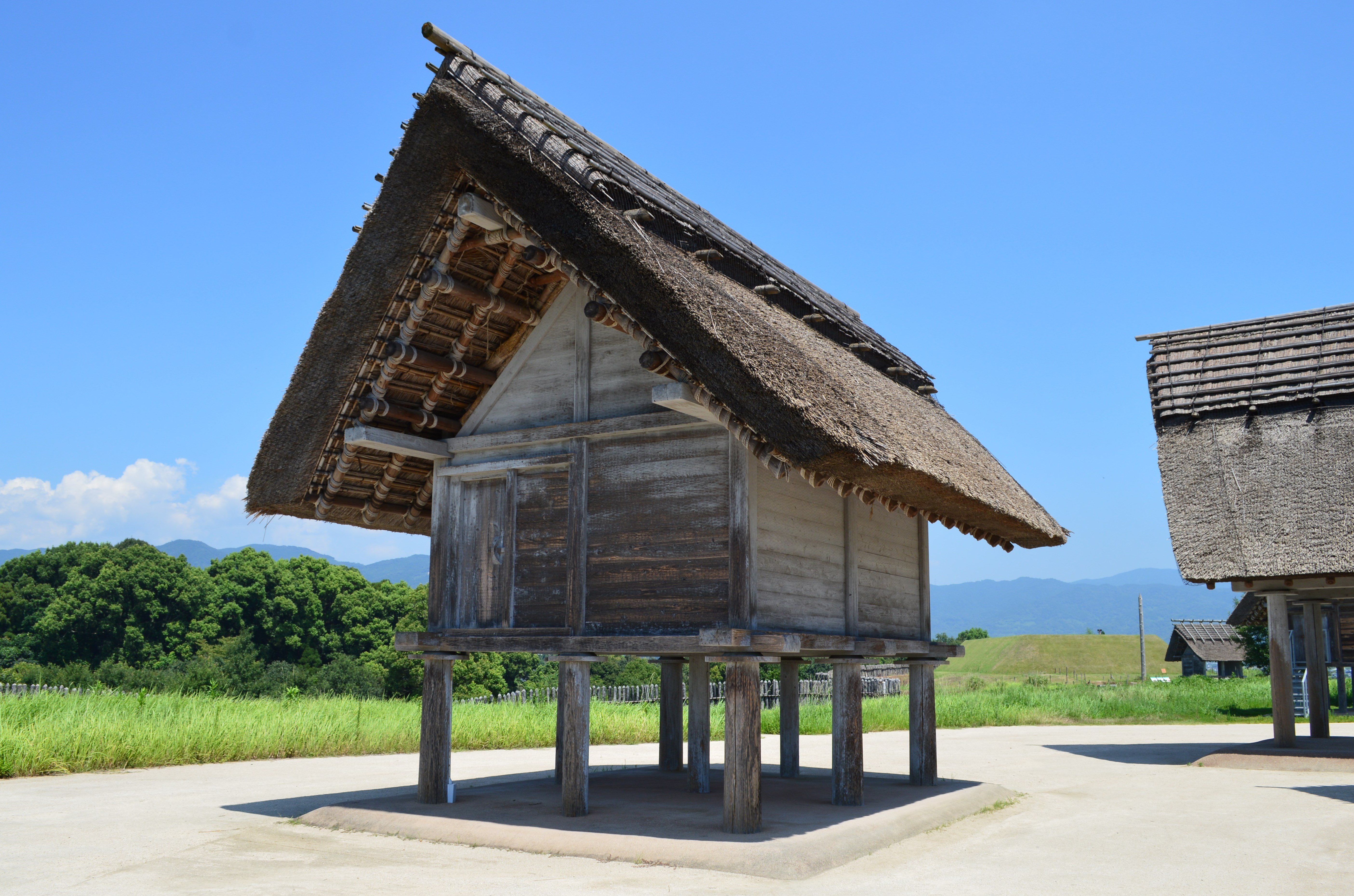
復元された吉野ヶ里遺跡の高床建物（高床倉庫）。

食糧（米）などを貯蔵する貯蔵施設が存在し、地下式（貯蔵穴）と地上式（倉庫）に分かれる。

#### 貯蔵穴
早期には北部九州など一部の集落に掘立柱建物の倉庫が半島から伝播するが、前期までに地下式（貯蔵穴）が主流となり、掘立柱建物はほとんど見られなくなる。貯蔵穴は円形のものが主流で、しばしば方形・長方形のものが見られ、いずれも断面形態がフラスコ状を呈する。

#### 倉庫
中期前半から中葉にかけて、掘立柱建物の倉庫（高床倉庫）が西日本一帯に展開する。主な形態のものは柱間が1間×2間の規模のもので、これに1間×1間、1間×3間などのバリエーションが加わる。この倉庫の様相は弥生時代を通じておおよそ変化はなく継続する。弥生時代末から古墳時代初頭になると、2間×2間の総柱式の建物が現れ、これが主要な倉庫の形態となる。

## 墓制
墓制は、集団、文化と担う人々に固有で、その移動、変遷を追う事が出来るとされ、重要な遺跡である。また、階層構造が墓に反映され、社会構造を示し、さらに、宗教儀礼として精神生活をも示している。

### 外部施設と本体下部構造
弥生時代の墓制を示す用語に、支石墓、墳丘墓、周溝墓などといった埋葬施設の外部施設（上部構造）を示す区分と、甕棺墓、土壙墓、木棺墓、石棺墓などといった個々の埋葬施設本体の形状（下部構造）を示す区分がある。いずれも、半島より渡来した要素と縄文文化より受け継いだ要素からなり、地域によって墓地の構成に様々な特色が見られる。

### 下部施設　甕棺墓、木棺墓、土壙墓

#### 縄文時代から続く甕棺墓
甕棺墓は、北部九州弥生時代前 - 中期の代表的な墓制である。前期前半段階には壷形土器をそのまま大型化した埋葬容器が使用されるが、前期末までには埋葬専用容器として独自の形状を持ったものが成立する。朝鮮半島に甕棺墓が現れるのは日本の約100年後であり、半島から伝来したとは考えにくい。その形状は壷形土器から甕形土器へと移行する。中期には北部九州各地で少しずつその形態を変えながらも基本的には同じ形質的特徴を共有する成人用大型甕棺が北部九州に定着するとともに、小児・乳幼児用に日常容器として使われる通常のサイズの甕形土器が埋葬容器として一般的に使われるようになり、甕棺墓制が確立する。同時に、成人用大型甕棺に付属する蓋として、大型の鉢形土器が成立する。甕棺墓は成人用甕棺が二つ合わせ口として組み合わされるものが一般的であるが、このほかにこの鉢形の甕棺専用蓋が用いられるものも多く、また木製や石製の蓋が使われることも多い。甕棺墓制は後期には急速に衰退して石蓋土壙墓・箱式石棺墓などに取って代わられ、糸島地域のみで細々と継続するほかは旧甕棺墓制分布域で散発的に認められるのみとなり、古墳時代までには消滅する。主たる分布域は北部九州地域でも筑前・筑後・肥前東部域であり、この周辺地域では副次的な墓制として分布する。

#### 木棺墓は渡来
木棺墓は、朝鮮半島から渡来した墓制と考えられている埋葬様式の一つである。弥生時代の木棺墓の大半は組合式と呼ばれるもので、一般的には、底板・両側板・両小口板・蓋板の計6枚の板材を組み合わせ、あらかじめ掘削された土坑の中に棺を作るものである。しばしば小口板などが石材に置き換わる例がある。板材の組み合わせ方には、両側板が小口板を挟み込む形式のものと小口板が両側板を挟み込む形式のものとがあり、これが被葬者の[出自]集団を表すとする論があるが、証明されてはいない。弥生時代前期末までには広く西日本地域で主たる墓制として採用され、特に畿内などでは土壙墓とともに中期の方形周溝墓の主体部として採用される。弥生時代後期にはやはり石蓋土壙墓や箱式石棺墓などに取って代わられ、衰退する。また、特殊な木棺墓として、丸木をくりぬいたものを上下に合わせたような特殊な形状をした木棺墓が特に弥生時代早期 - 前期前半期に特徴的に認められる。

#### 土壙墓は縄文から続く
土壙墓、特に素掘りの土壙墓は、縄文時代に一般的な墓制であり、弥生時代にもしばしば認められる墓制である。縄文時代の土壙墓と弥生時代の（特に西日本の）土壙墓とはその形状に差があり、後者の方が全長が長い。これは、埋葬姿勢の差異に由来するものと考えられる（縄文時代の土壙墓には屈葬が多く認められる一方、弥生時代の土壙墓は伸展葬が一般的である）。弥生時代に新たに現れる土壙墓の形式の一つに、蓋を板石で覆う石蓋土壙墓があり、弥生時代後期に広く西日本全域で一般化する。箱式石棺墓の蓋石以外を省略すると石蓋土壙墓となるため、箱式石棺墓との関連性も考えられる。

## 弥生人の身体の特徴と縄文人

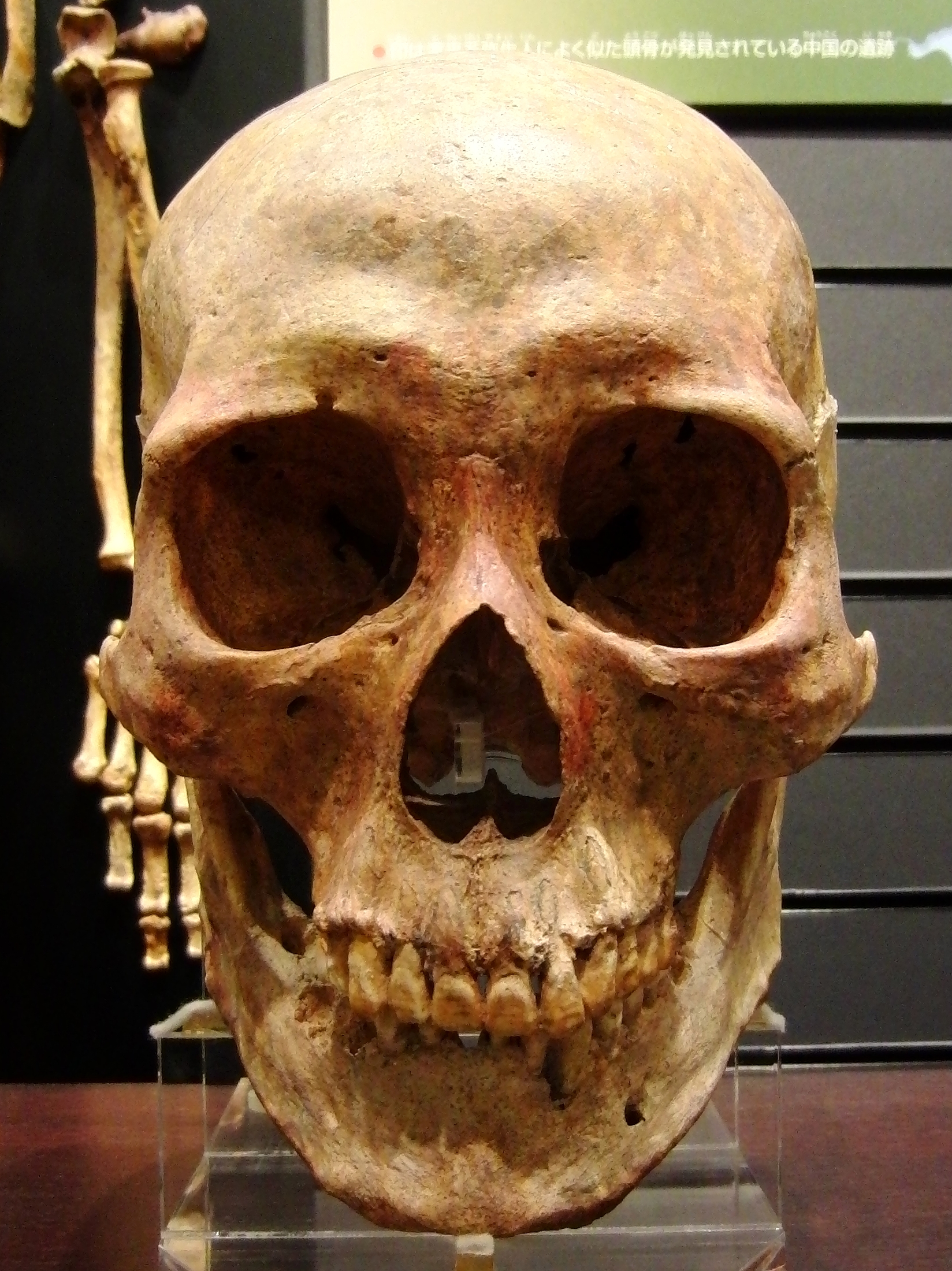
渡来系弥生人の男性の頭骨（レプリカ）。二塚山遺跡（佐賀県）出土。国立科学博物館の展示。

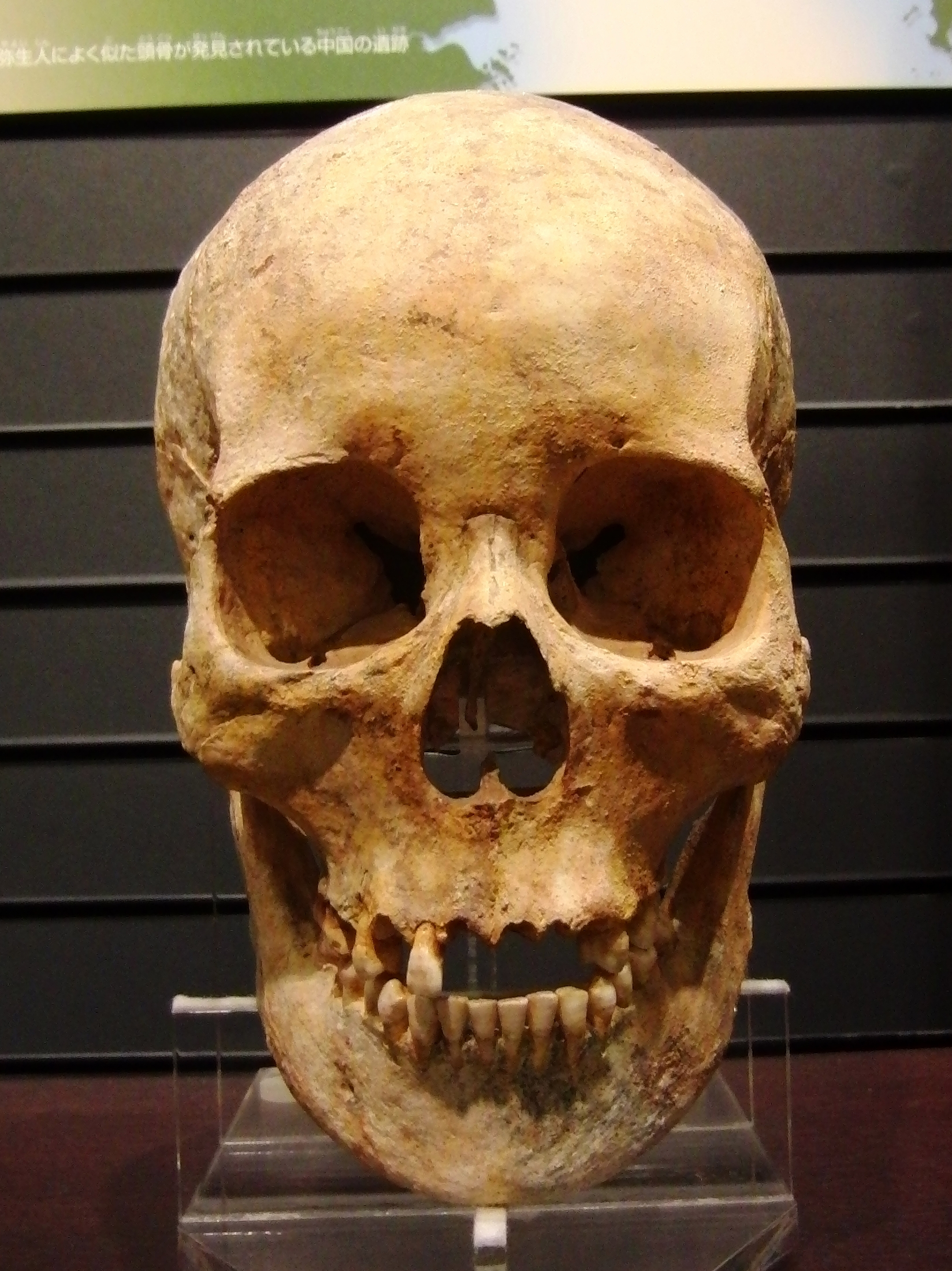
渡来系弥生人の女性の頭骨（レプリカ）。朝日北遺跡（佐賀県）出土。国立科学博物館の展示。

大陸と半島から北部九州へと水稲耕作技術を中心とした生活体系を伝えた渡来系の弥生人の形質に最も近い集団は頭蓋骨の計測値に基づく自然人類学的研究によると河南省の新石器時代人、青銅器時代の江蘇人と山東臨淄の人であった。また、眼窩は鼻の付け根が扁平で上下に長く丸みを帯びていて、のっぺりとしている。また、歯のサイズも縄文人より大きい。平均身長も162〜163センチぐらいで、縄文人よりも数センチ高い。しかしながら、こうした人骨資料のほとんどは、北部九州・山口・島根県の日本海沿岸にかけての遺跡から発掘されたものであるが、南九州から北海道まで、他の地方からも似た特徴を持つ弥生時代の人骨は発見されているが、それらは人種間の形態とその発生頻度までを確定付けるには至っていない。
1986年（昭和61年）に福岡県糸島市志摩新町新町支石墓群で大陸系墓制である支石墓から発見された人骨は縄文的習俗である抜歯が施されていた。長崎県大友遺跡の支石墓群から多くの縄文的な人骨が発見されている。さらに瀬戸内地方の神戸市新方遺跡からの人骨も縄文的形質を備えているという。ただ、福岡市の雀居遺跡や奈良盆地の唐古・鍵遺跡の前期弥生人は、弥生系の人骨だと判定されている。
つまり、最初に弥生系と考えられている北部九州や瀬戸内・近畿地方でさえ、弥生時代初期の遺跡からは弥生系の人と判定される人骨の出土数は縄文系とされる人骨より少ない。水田稲作の先進地帯でも、縄文人が水稲耕作を行ったのではないか。絶対多数の縄文人と少数の大陸系渡来人との協同のうちに農耕社会へと移行したと考えられる。
鈴木尚は、縄文時代から現代までの南関東の人骨を比較研究後、縄文人から弥生人への体質変化を生活環境の変化と考えた。狩猟・漁労生活から農耕生活へと生活環境を一変させた変革こそ形質を変えることになったと理解した。
一方、1960年代になると金関丈夫が、山口県土井ヶ浜遺跡や佐賀県の三津永田遺跡などの福岡平野の前・中期の弥生人骨の研究から、弥生時代の人の身長は高く、さらに頭の長さや顔の広さなどが大陸の人骨に近く、縄文時代人とは大きな差があると指摘し、縄文人とは違った人間が朝鮮半島からやってきて、縄文人と混血して弥生人になったと考えた。また、埴原和郎は、アジア南部に由来する縄文人の住む日本列島へ中国東北部にいたツングース系の人々が流入したことにより弥生文化が形成されたとの「二重構造モデル」を1991年に提唱した。埴原は、人口学の推計によれば弥生時代から古墳時代にかけて一般の農耕社会の人口増加率では説明できない急激な人口増加が起きていることから、この間、100万人規模の渡来人の流入があったはずだとする大量渡来説も提唱していた。しかし、1996年頃より、炭素年代法と、年輪年代法により、弥生時代の開始時期が大幅に、早くなった。古い弥生時代の開始時期よりも数百年弥生時代の開始時期が早くなっているため、大量渡来説は根拠を失っている。
佐原真は福岡平野・佐賀平野などの北九州の一部で、縄文人が渡来人と混血した結果弥生文化を形成して東に進み、混血して名古屋と丹後半島とを結ぶ線まで進み、水稲耕作が定着したとしている。
また丸橋賢は、弥生人の形質は生来的に退化し易い形質で、「食生活の向上」による咀嚼の減少が咀嚼力の退化に繋がり、それが結果的に日本人の生命力自体の退化に繋がったとしている。
そもそも弥生人は単一民族ではなく複数の系統が存在するという見方もある。

## 言語
朝鮮半島における無文土器文化の担い手は現代日本語の祖先となる日琉語族に属する言語を話していたという説が複数の学者から提唱されている。これらの説によれば現代の朝鮮語の祖先となる 朝鮮語族に属する言語は古代満州南部から朝鮮半島北部にわたる地域で確立され、その後この朝鮮語族の集団は北方から南方へ拡大し、朝鮮半島中部から南部に存在していた日琉語族の集団に置き換わっていったとしている。またこの過程で南方へ追いやられる形となった日琉語族話者の集団が弥生人の祖であるとされる。

## 認識と定義の変遷
弥生時代の定義は発掘調査の進展に伴い、大きく変化してきている。そのため、文字資料から情報を得る場合、どの時点でどのような認識が主流だったのかを確認しておく必要がある。
- 江戸時代末期 - シーボルトは、アイヌがかつて日本列島全体に生息していた先住民の子孫であり、本土日本人は、日本神話に登場する天孫降臨族が大陸から渡来したものという説を提唱。先住民と渡来人の交替があったとする人種交替説が主流となる[204]。
- 1884年（明治17年）- 弥生式土器が発見されたが、当初は縄文式土器の一様式と認識されていた。
- 1898年（明治31年）- 弥生式土器が複数発見され、縄文土器との比較から別種とされ、土器の発見場所から弥生時代という名称が生まれた。
- 1916 – 1921年（大正5 – 10年）- 縄文土器と弥生土器の違いは何であるかや、年代的な先後関係については論争があったが、1916年（大正5年)に発見された鹿児島県指宿市の橋牟礼川遺跡で、濱田耕作が行った発掘調査により、縄文土器が弥生土器より下の包含層から出土し、年代的に古いということが層位学的に確認された[205]。この時濱田耕作が弥生土器だと認識していた土器は、実は古墳時代後期の「成川式土器」という南九州独特の土器様式であることが後に判明するが[206]、縄文土器と弥生土器の違いが年代差であることや、「縄文時代から弥生時代へ」という変遷の認識はこの時から始まった。
- 1936 – 1937年（昭和11 – 12年）- 奈良県唐古遺跡で行われた発掘調査で弥生土器と共に農耕具が発見されたことから、弥生土器の時代に農耕が行われていたことが明らかになり[207]、弥生時代は農耕社会であるとされた。また、土器の変遷から時代をはかる「土器編年」が確立した。
- 1938年から1940年代 - 1943年（昭和18年）、静岡県静岡市で登呂遺跡が発見され、1947年（昭和22年）から1950年（昭和25年）までの発掘調査で日本初の弥生時代水田遺構が検出される[208]。
- 1950年代 - 弥生時代の人骨が出土するようになり、その特徴と縄文人骨との相違点から、渡来系の人骨であるとされた。
  - 金関丈夫の混血説
  - 鈴木尚の文化・環境による形質変化がおきたという変形説などが発生する。
- 1970年代から1980年代 - 弥生時代が稲作を主体とする時代であることが定説になり[209]、弥生時代の特徴は、稲作・農耕・高床建物・布の服・戦争などであり、渡来人によってもたらされたという考えが一般的となった。
- 1991年 - 埴原和郎により二重構造モデルが提唱され混血説が主流となる。
- 2021年 - 古墳人が存在したという説が提唱される。